# Biserica evanghelică din Țigmandru

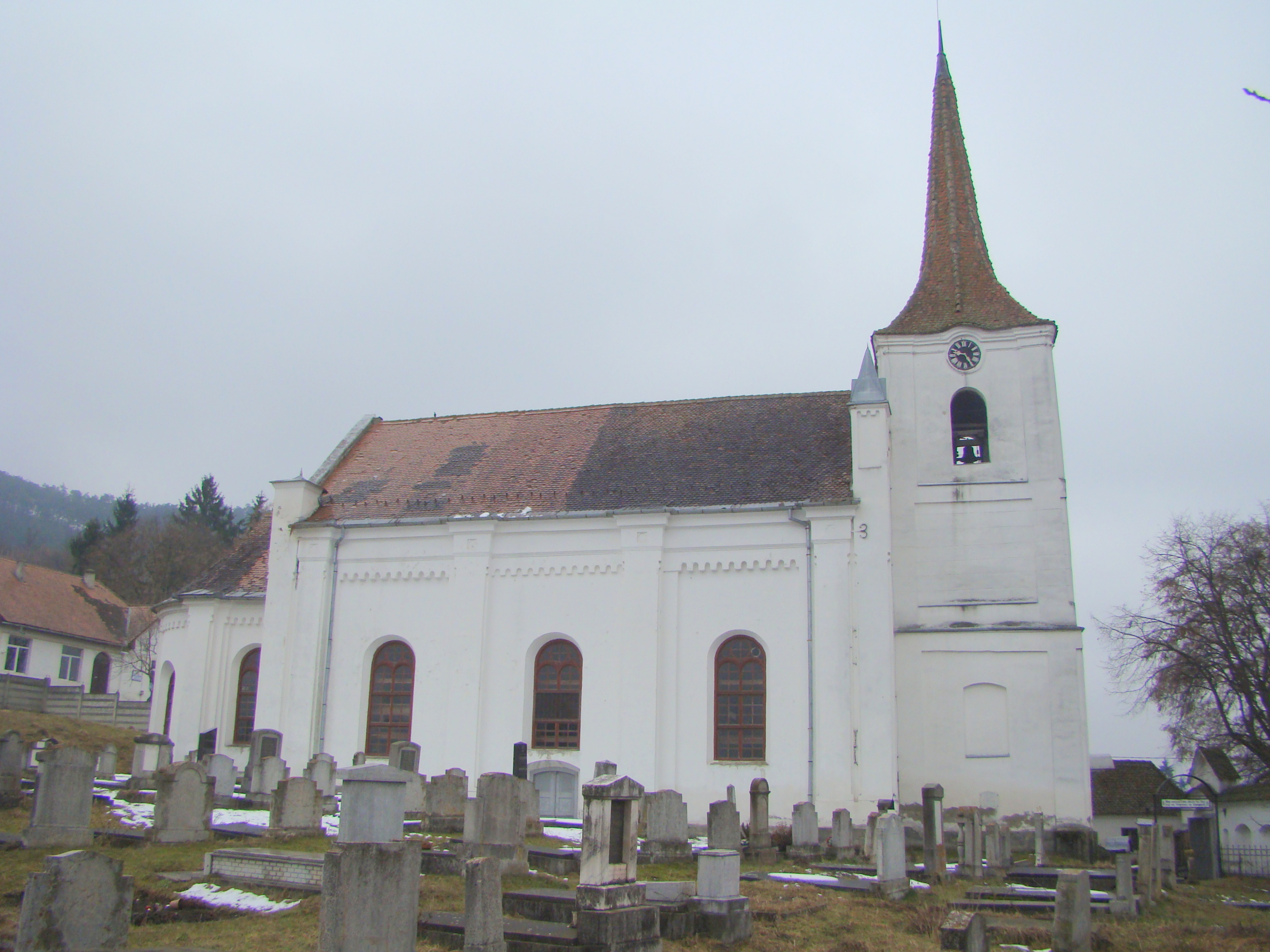
Biserica evanghelică din satul Țigmandru, comuna Nadeș, județul Mureș (februarie 2019)

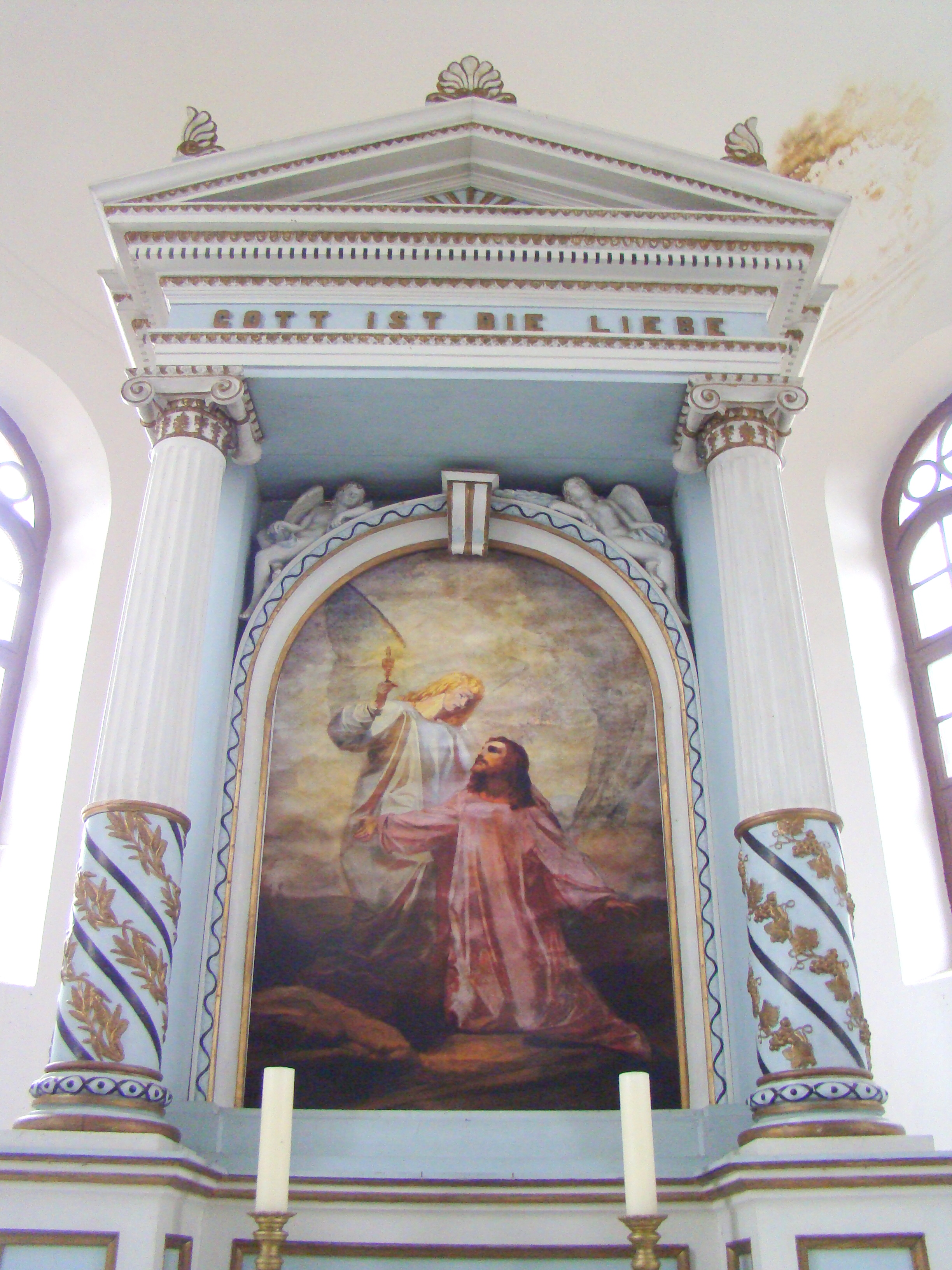
Altarul bisericii evanghelice din Țigmandru

Biserica evanghelică din satul Țigmandru, comuna Nadeș, județul Mureș, a fost construită în anul 1865. A fost precedată de o biserică medievală, demolată în 1851. Face parte din Ansamblul rural „Centrul istoric”, ce figurează pe lista monumentelor istorice 2015, cod LMI  MS-II-a-B-16056.

## Localitatea
Țigmandru, mai demult Ciucmandru, Cicmandru, Țicmandru (în dialectul săsesc Tsäkmantel, în germană Zuckmantel, Zikmantel, Zeckmantel, în maghiară Cikmántor) este un sat în comuna Nadeș din județul Mureș, Transilvania, România. Menționat în 1325, cu denumirea Chekmantul.

## Biserica
Locuitorii săi catolici au trecut la luteranism în timpul Reformei, împreună cu biserica. Biserica medievală a fost demolată în 1851. Avea un clopot din 1400, cu inscripția des întâlnită în acea vreme: „O Rex glorie, Veni cum pace." Biserica actuală a fost construită în 1865, în stil clasicist. Orga a fost construită tot în 1865 de constructorul Samuel Friedrich Binder din Sighișoara, în stil neogotic și este amplasată în balconul vestic al bisericii
.

## Imagini din exterior

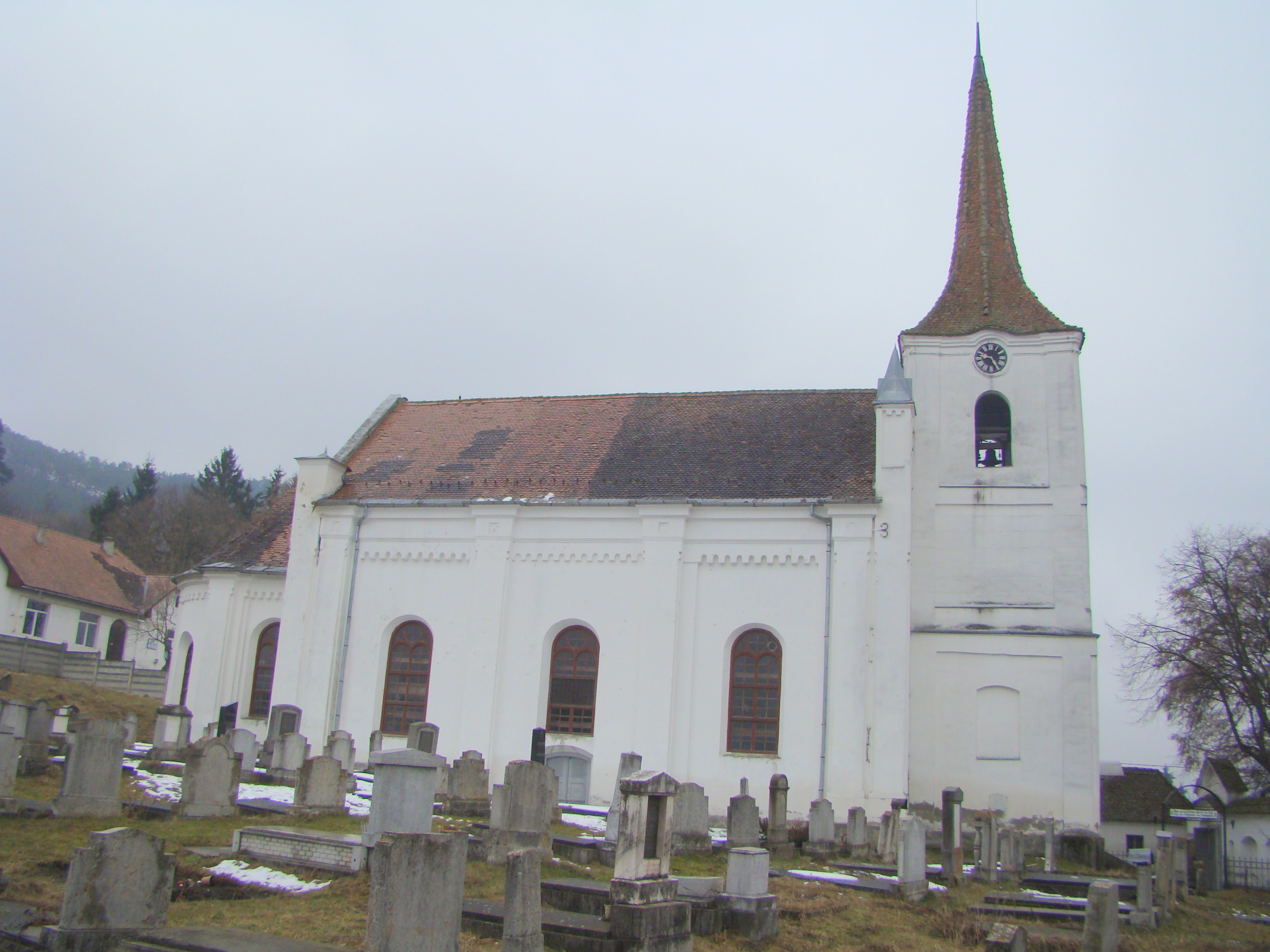
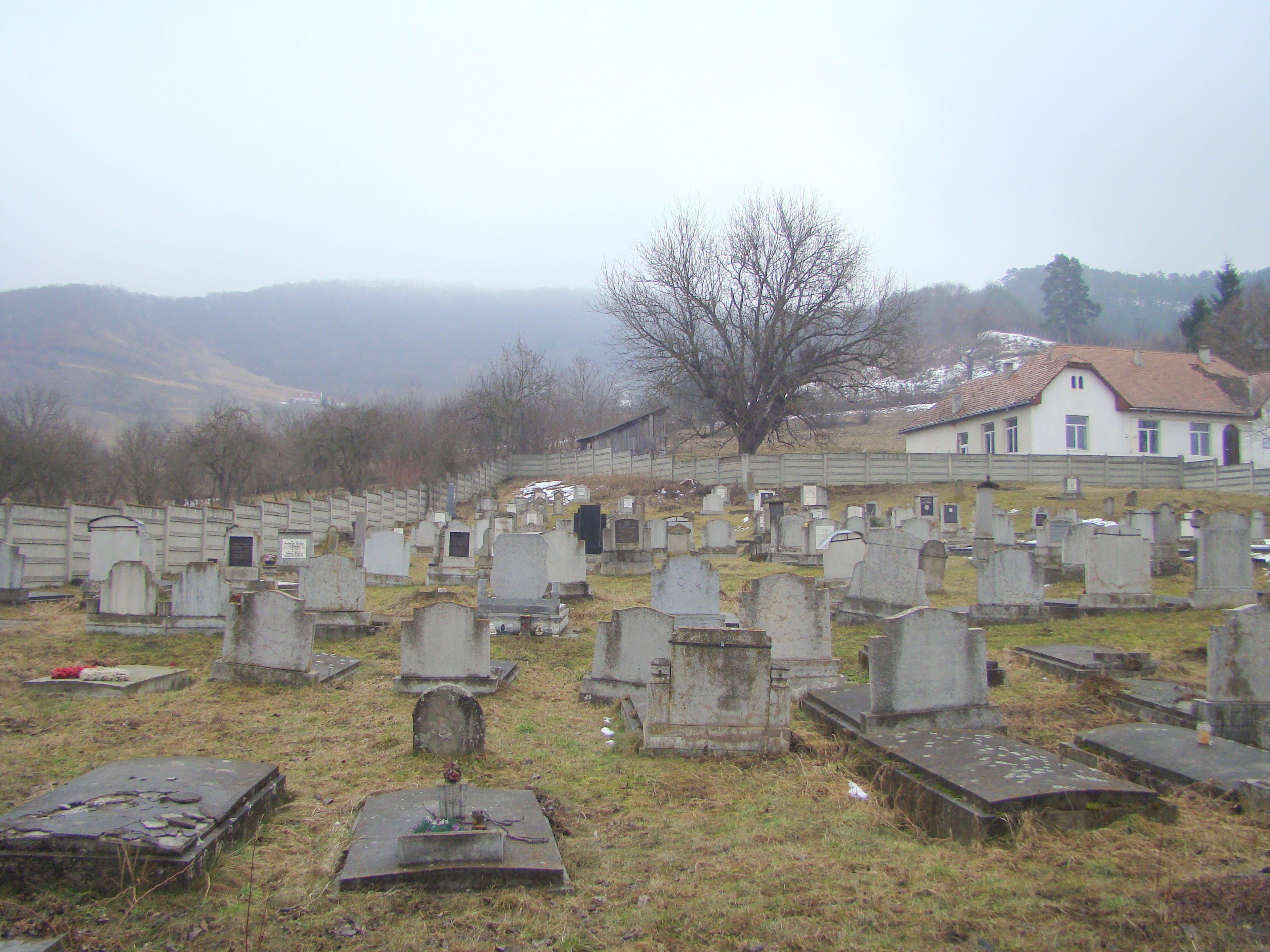
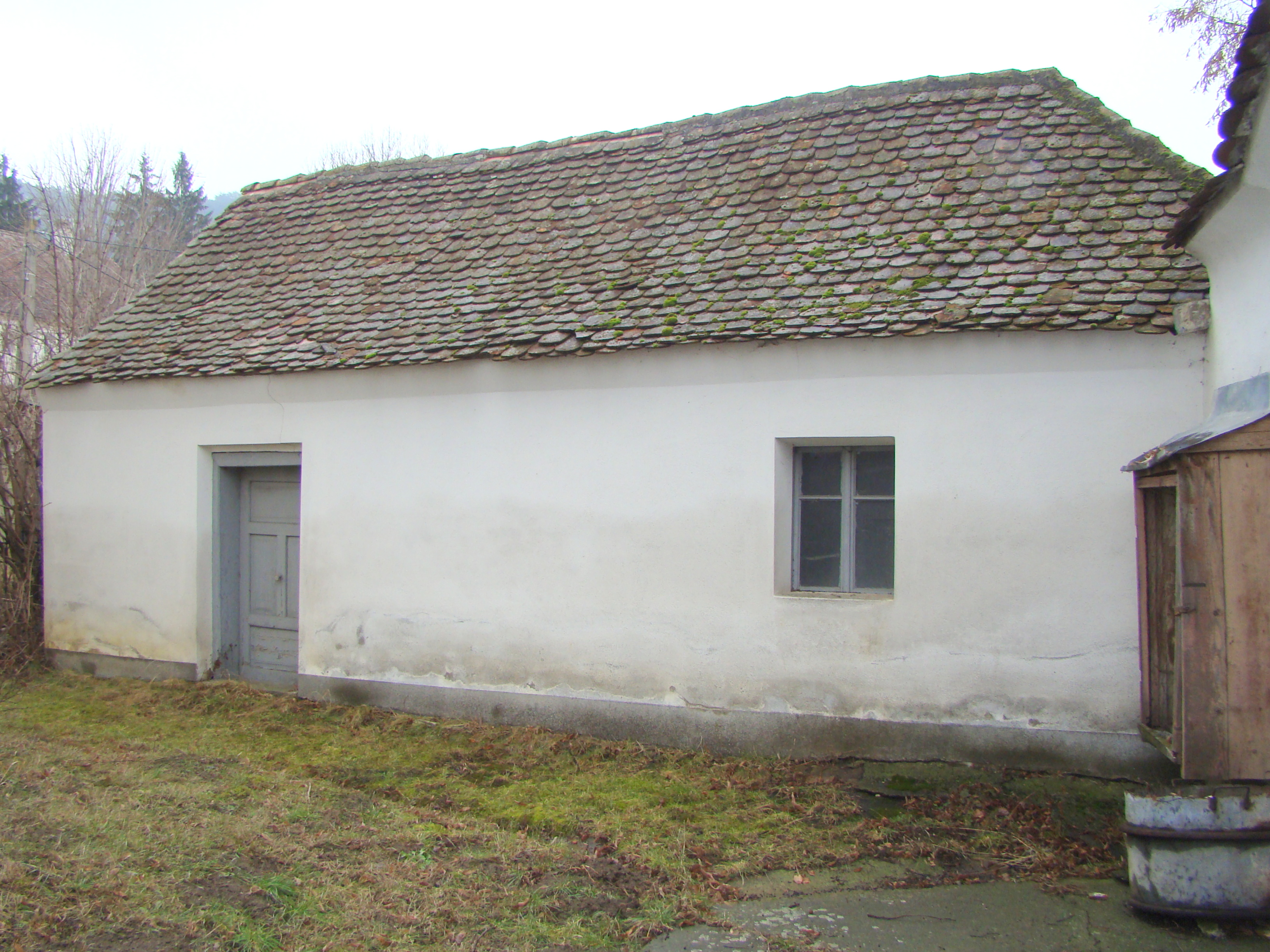
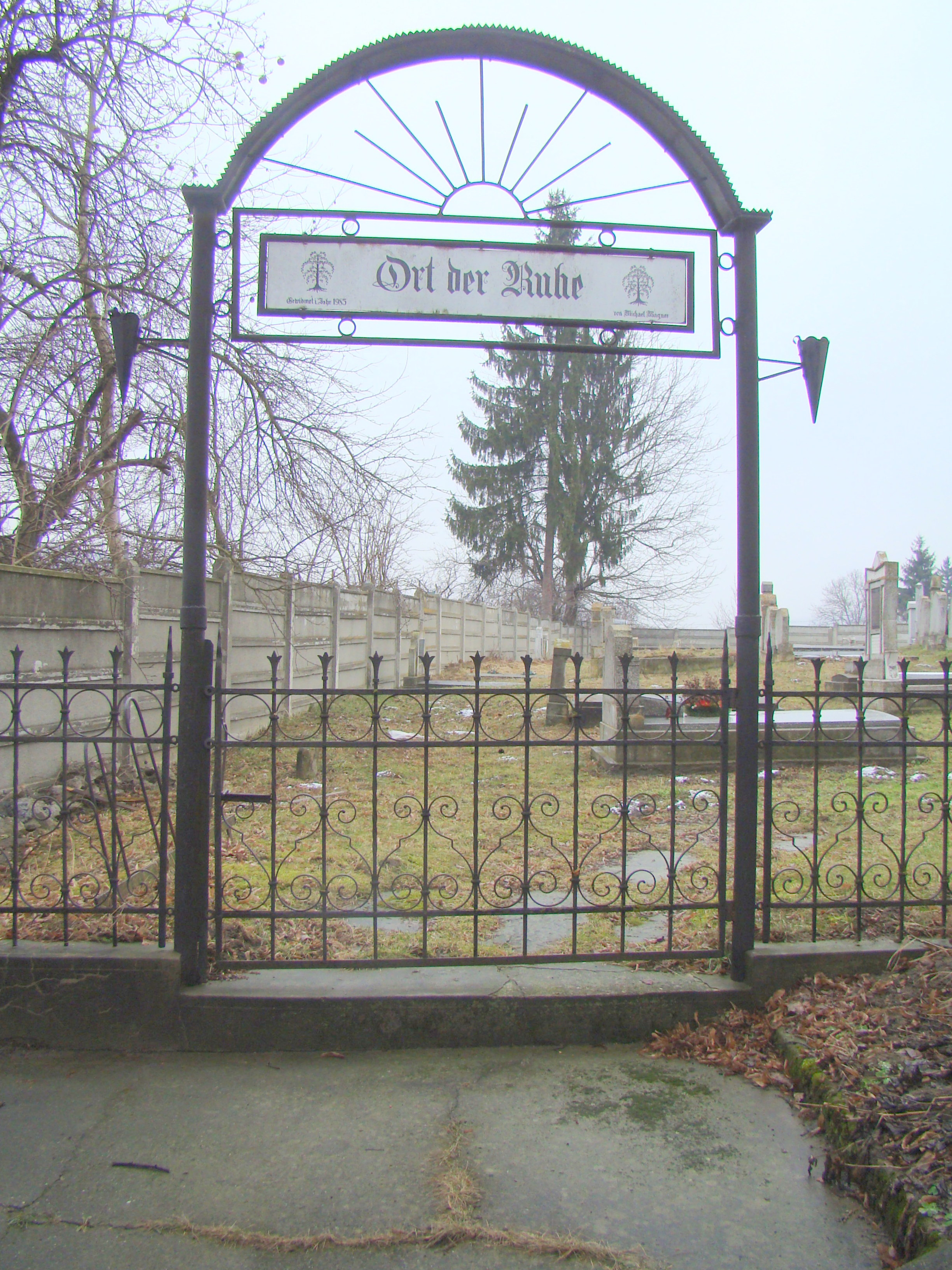
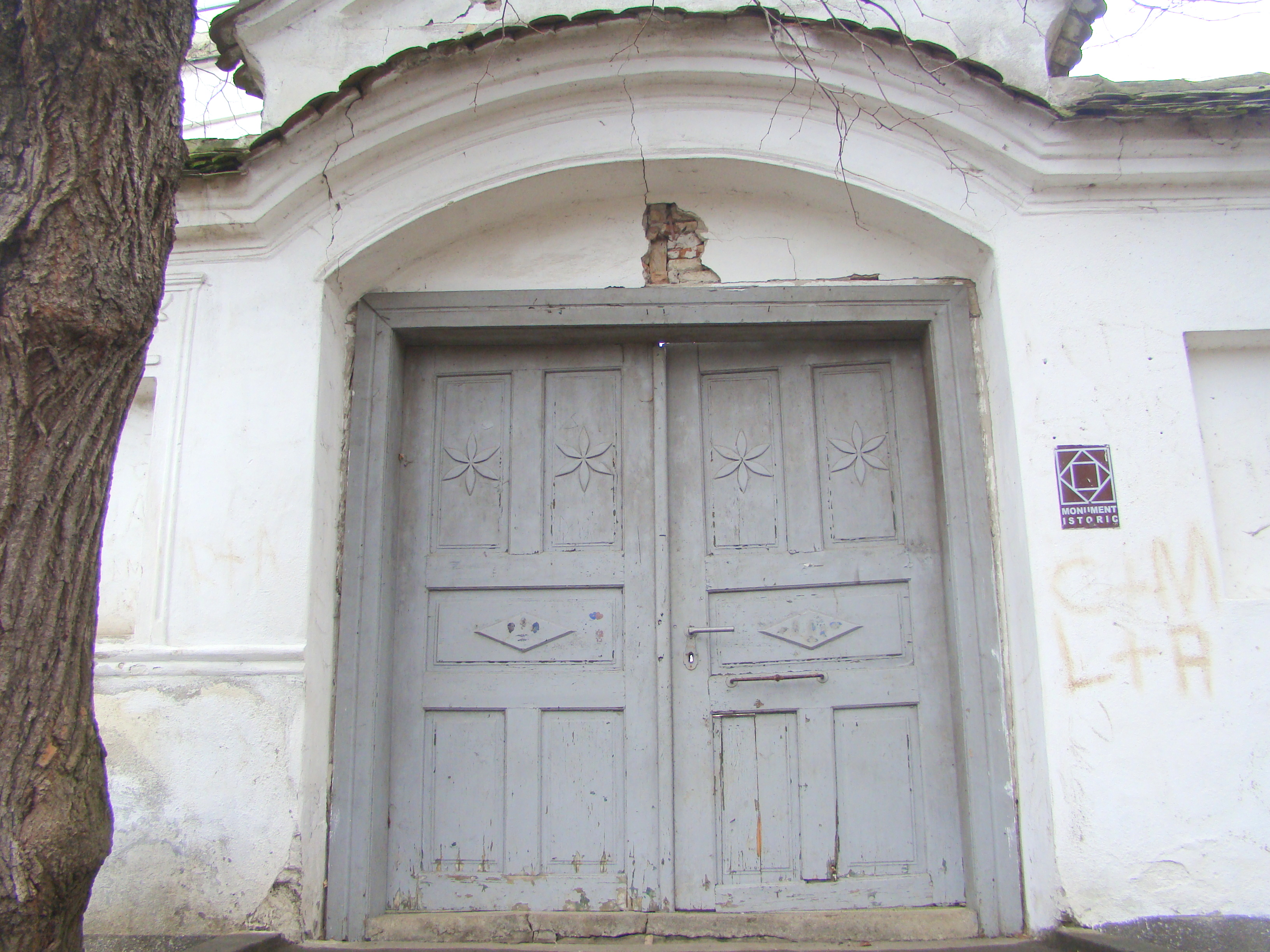
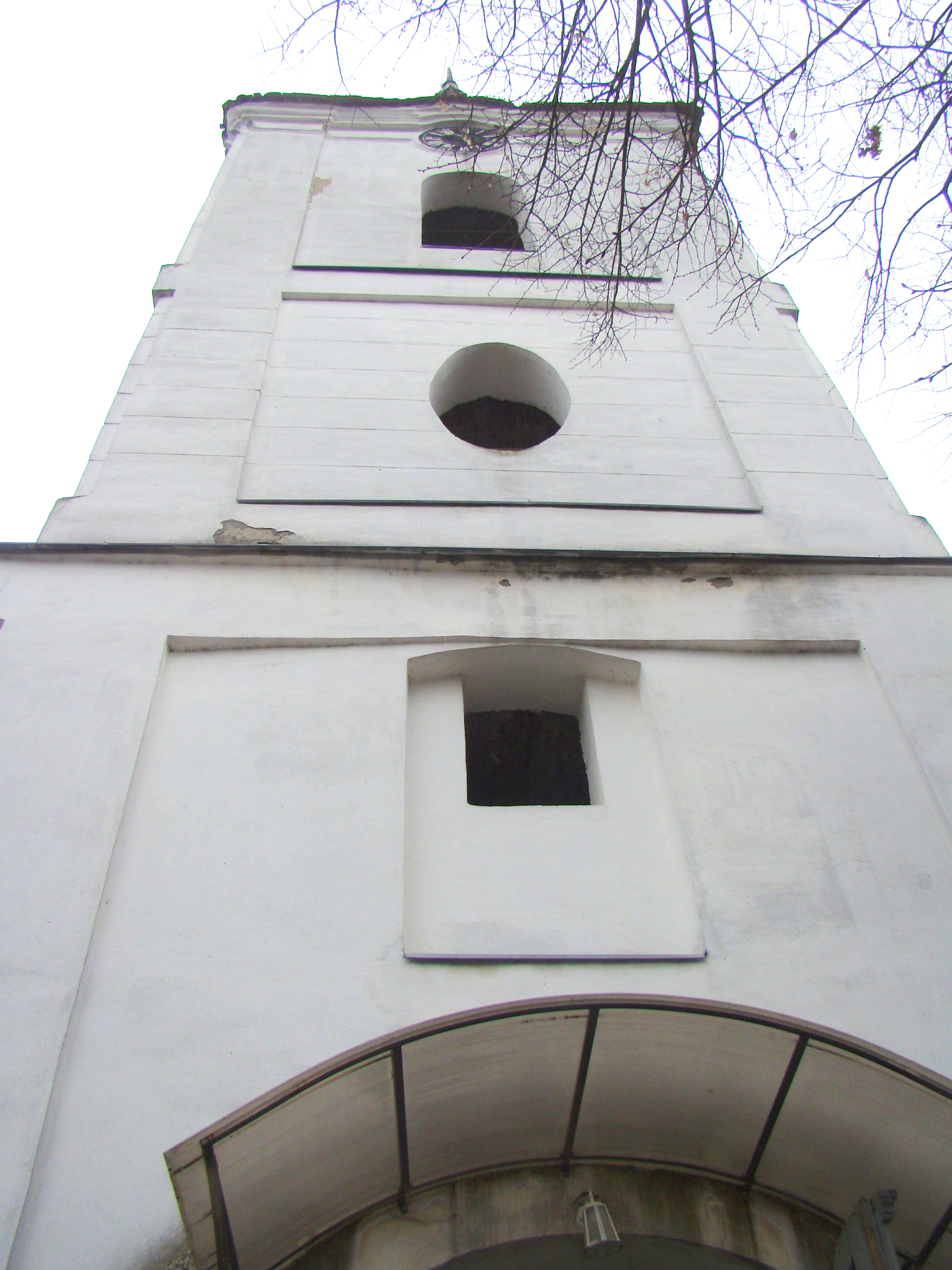
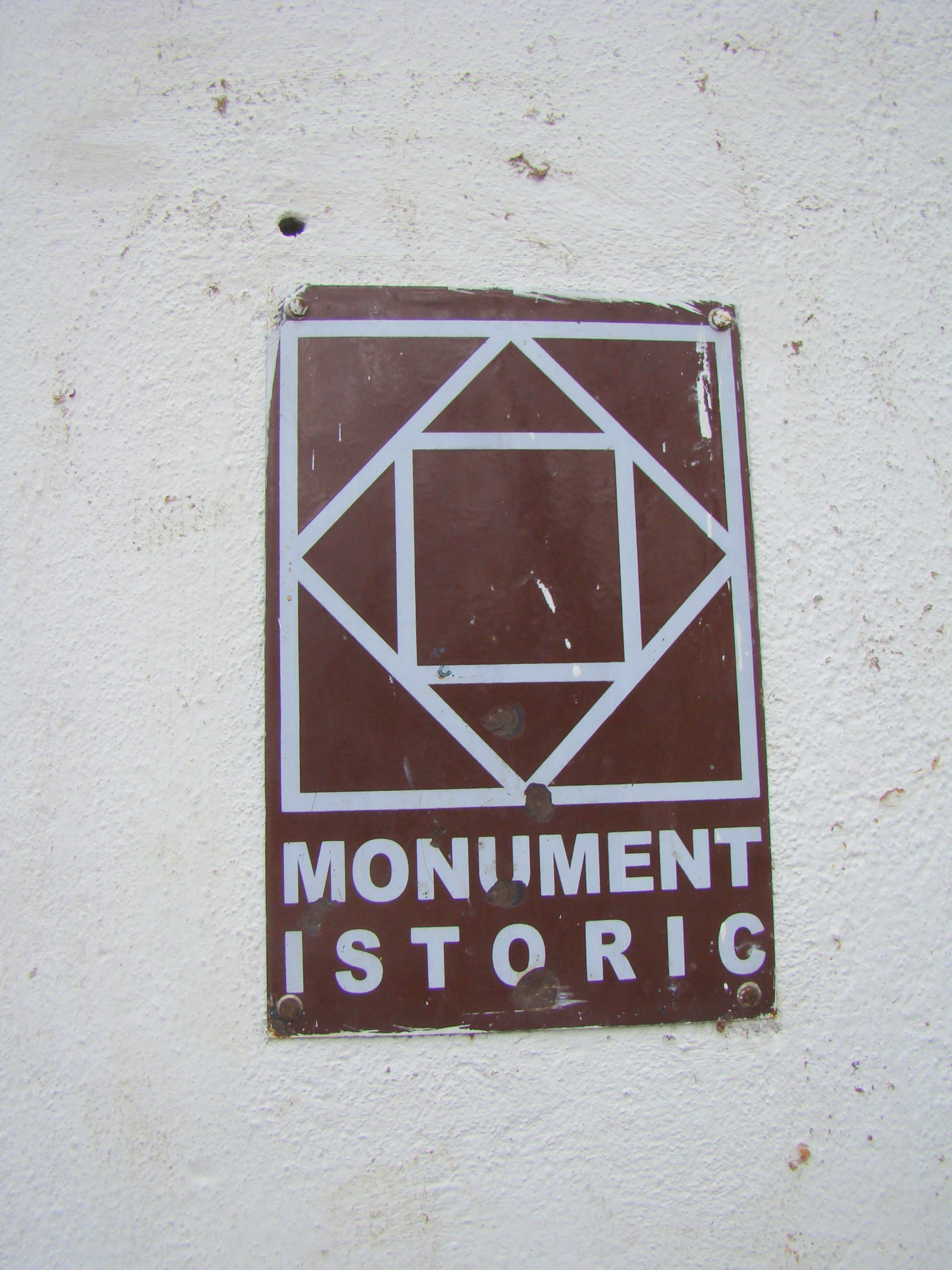
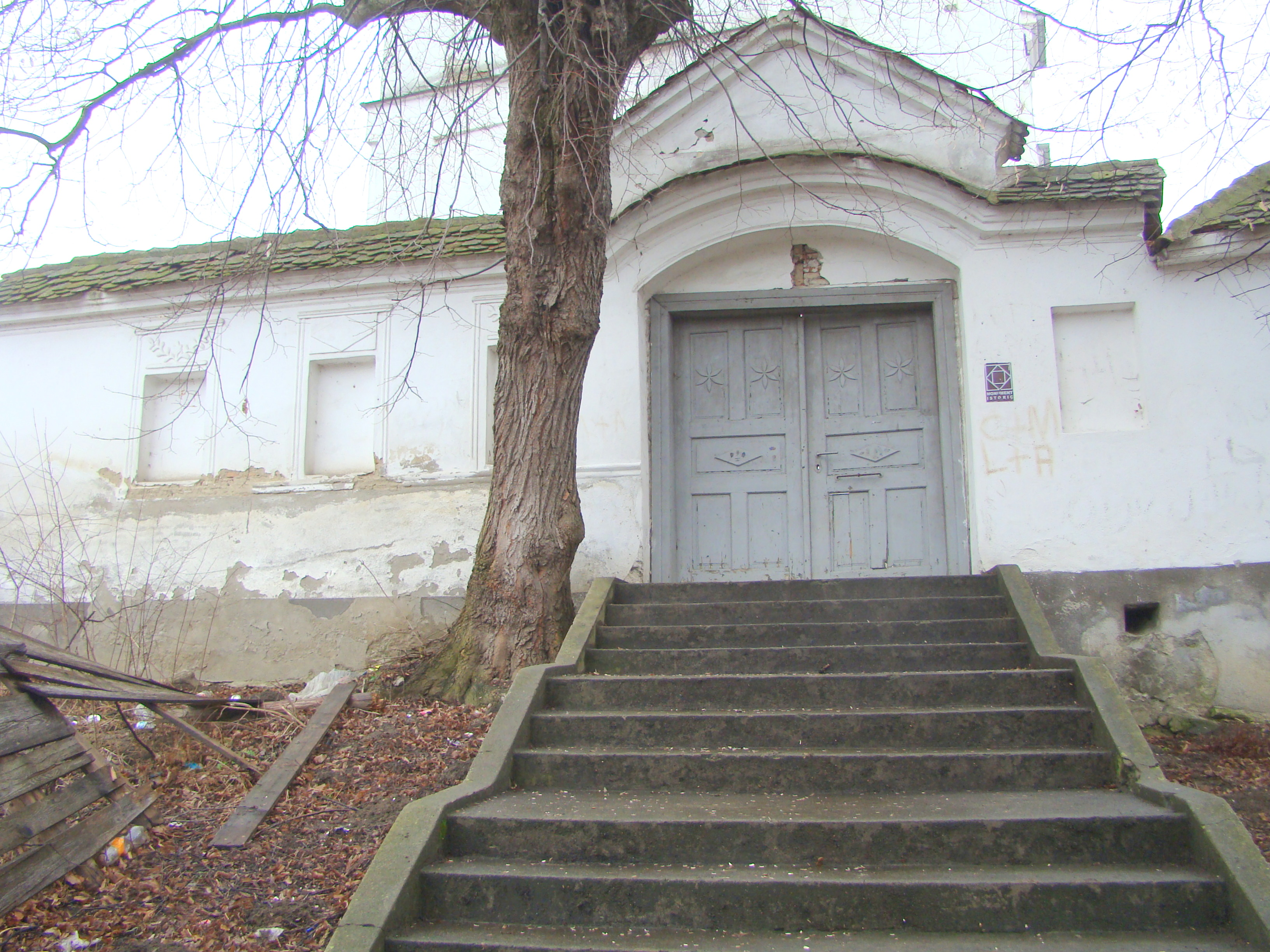

## Vezi și
- Țigmandru, Mureș

## Imagini din interior

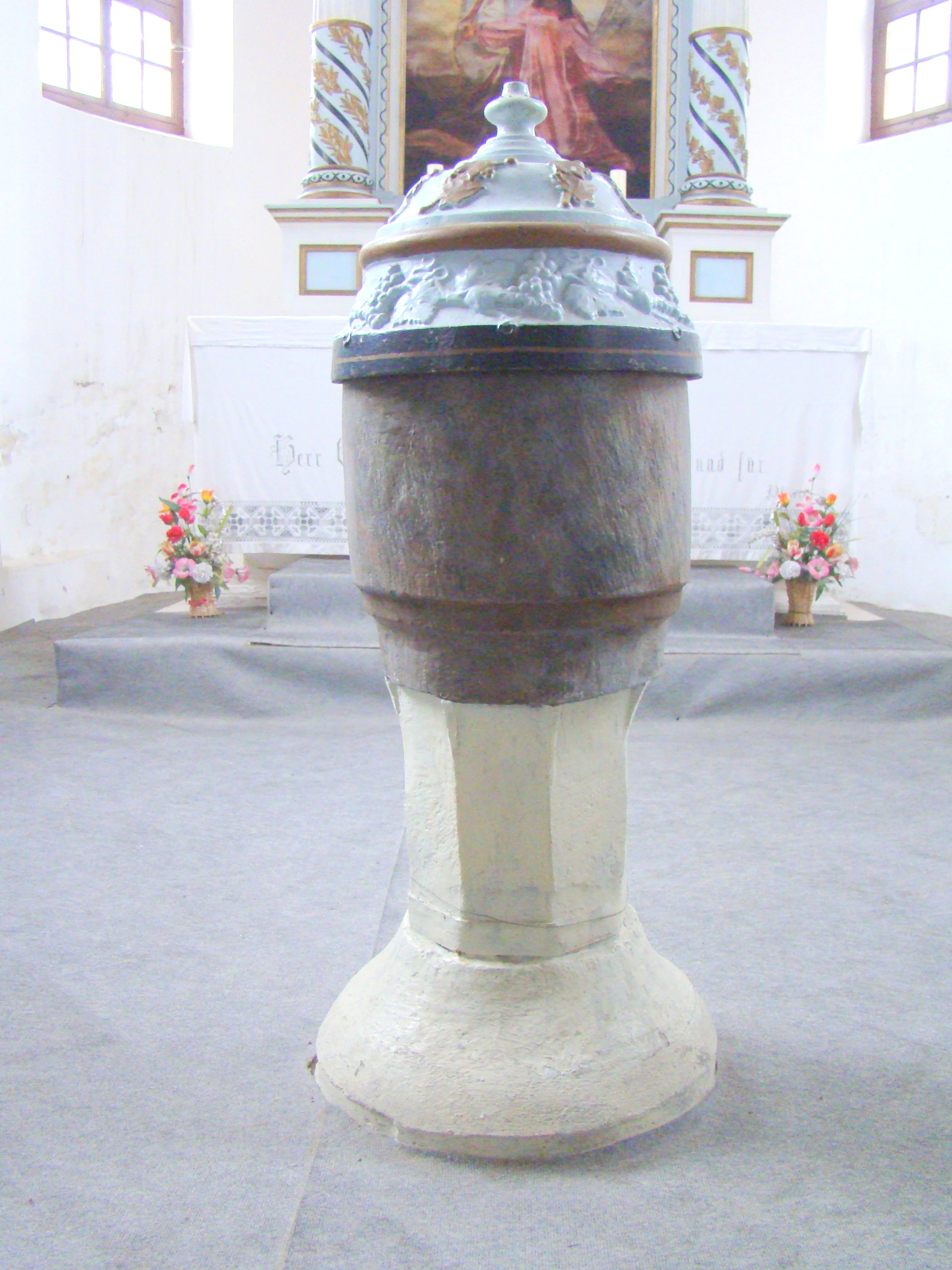
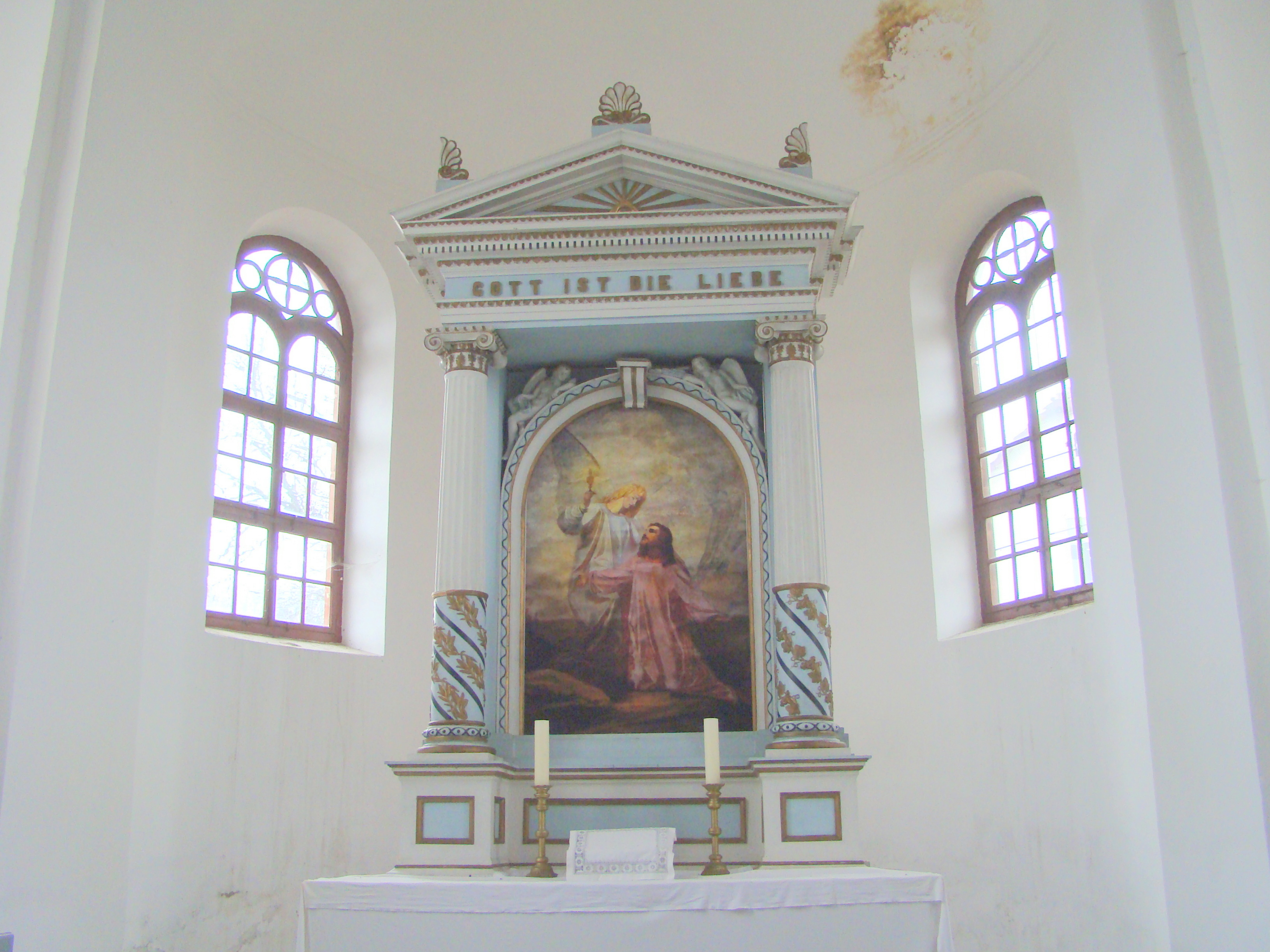
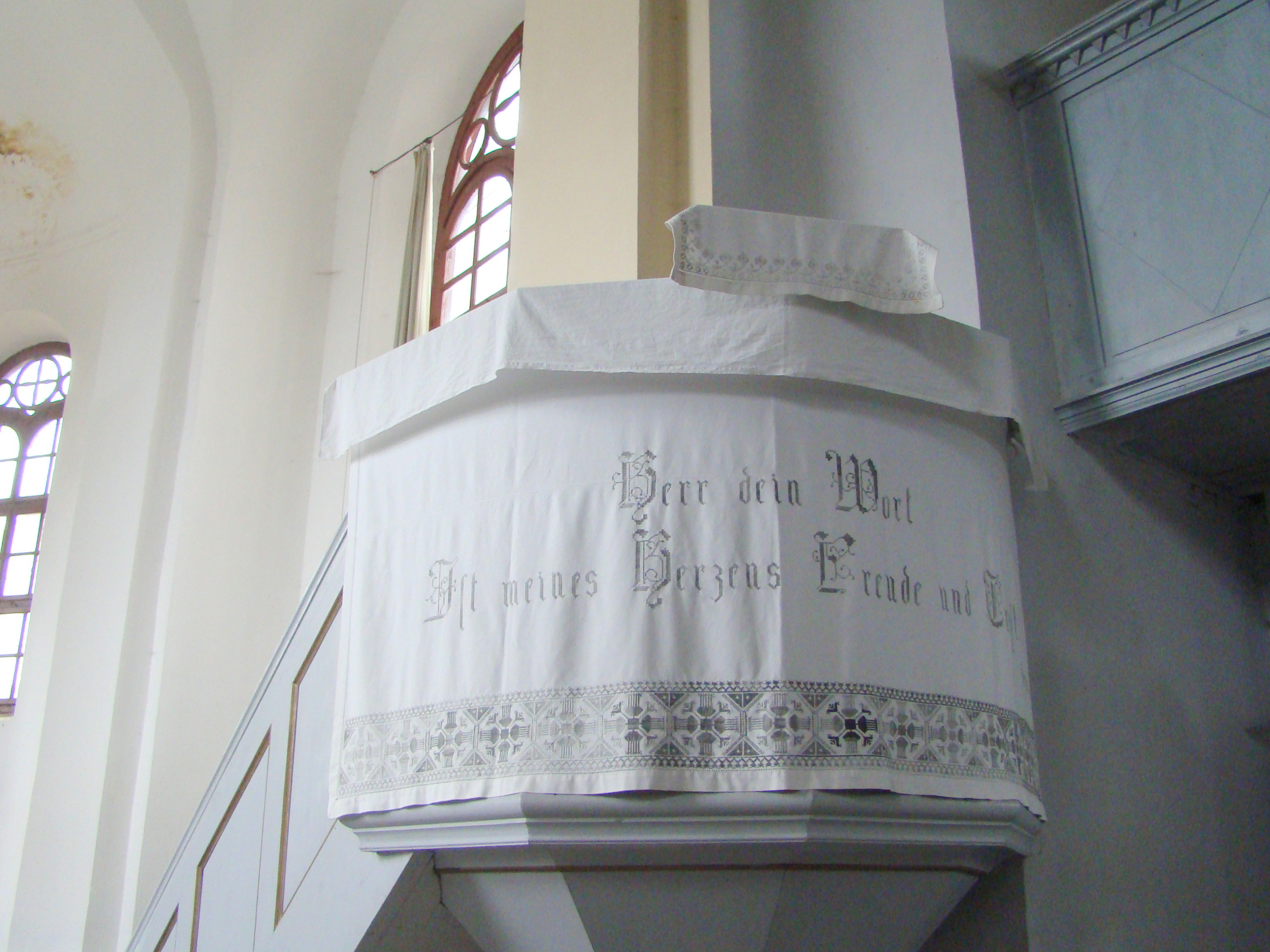
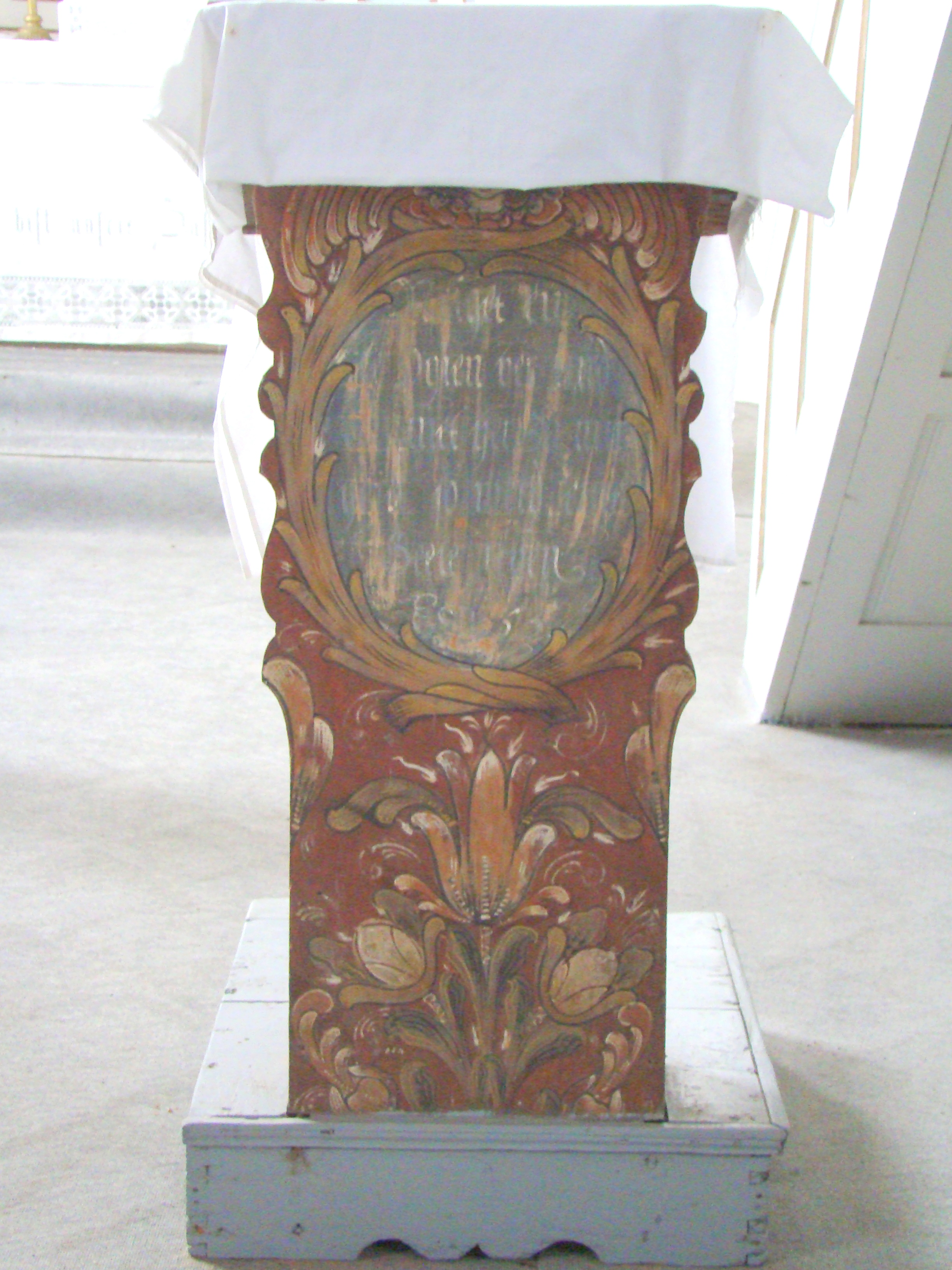
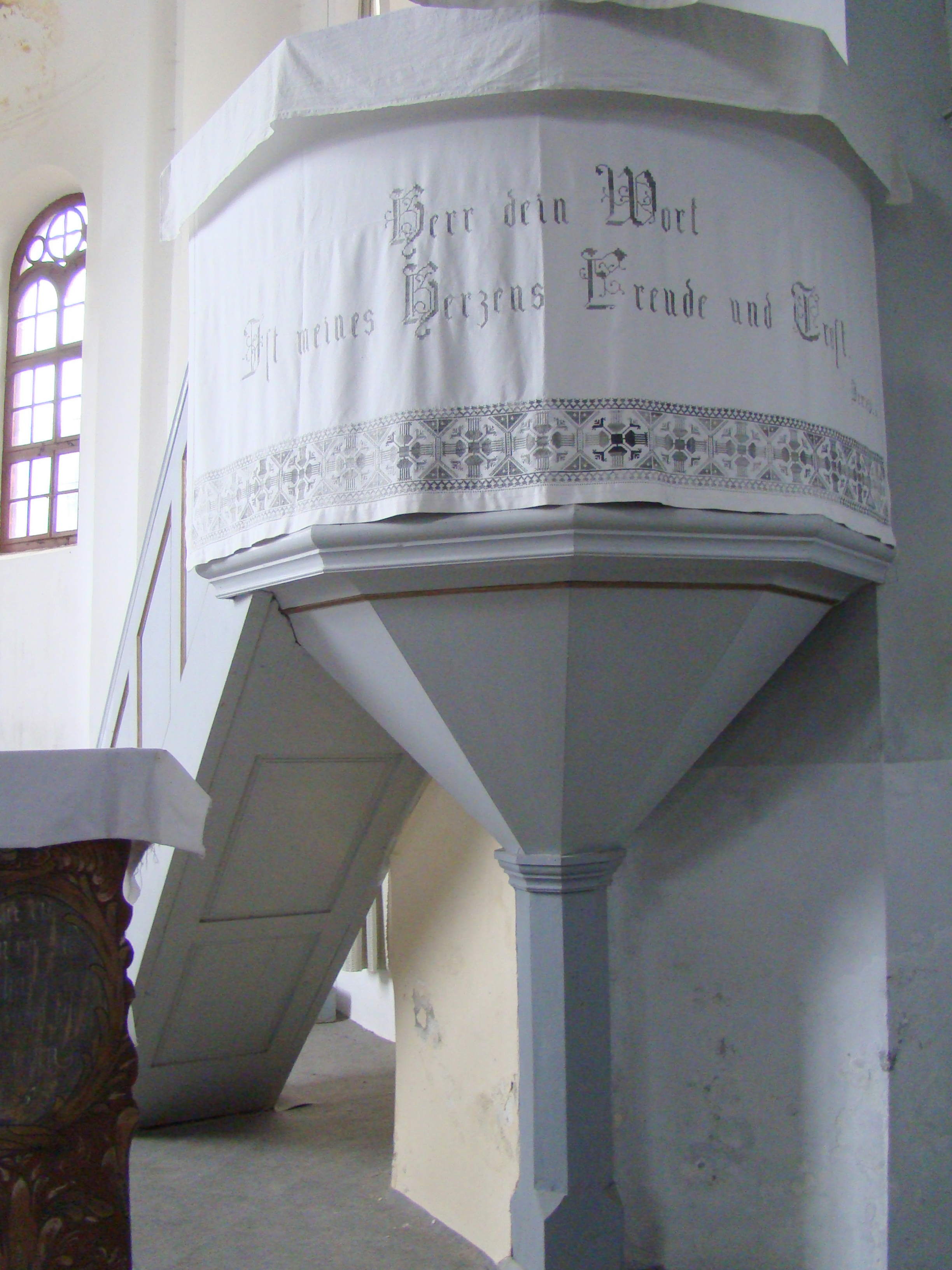
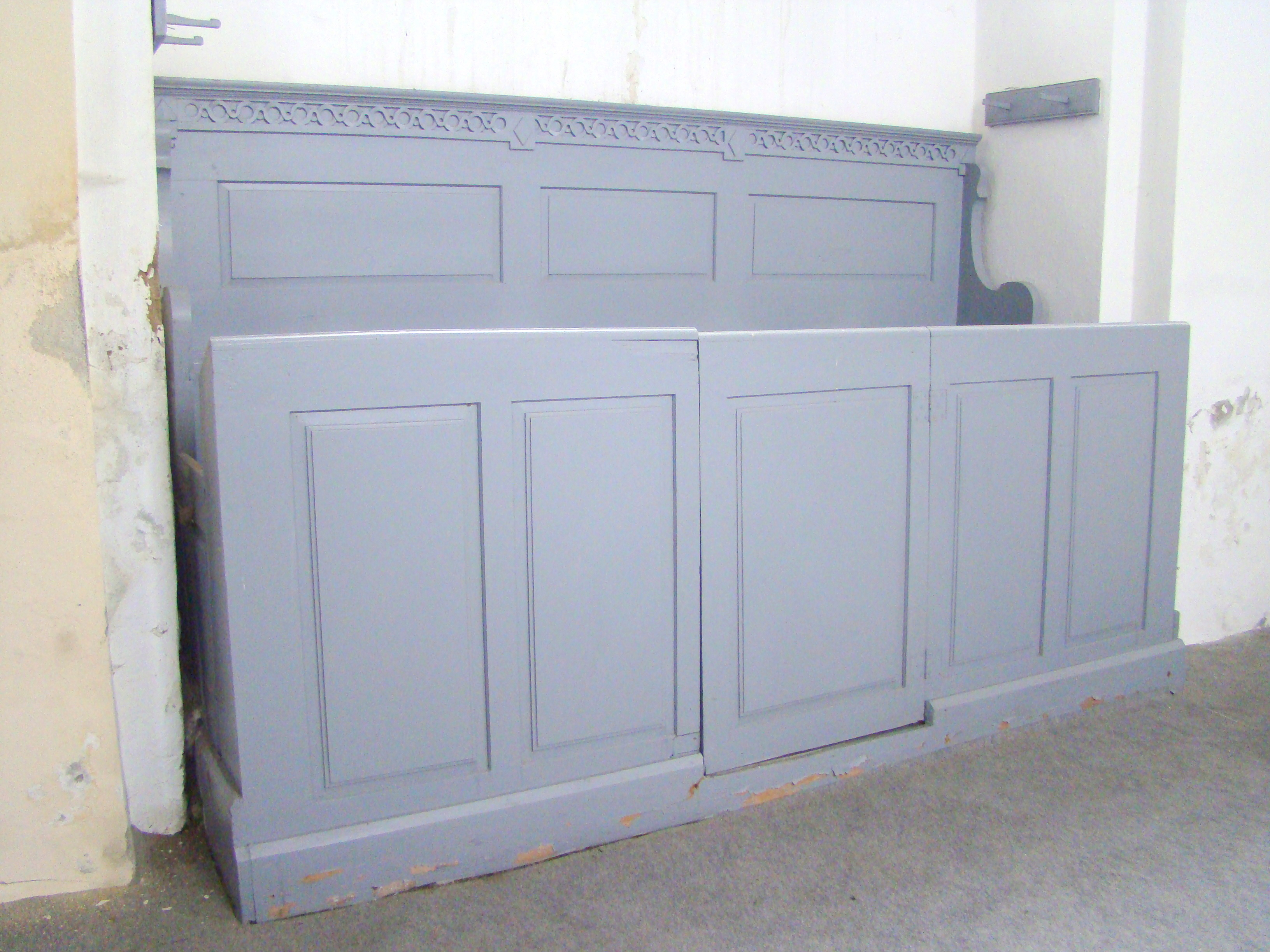
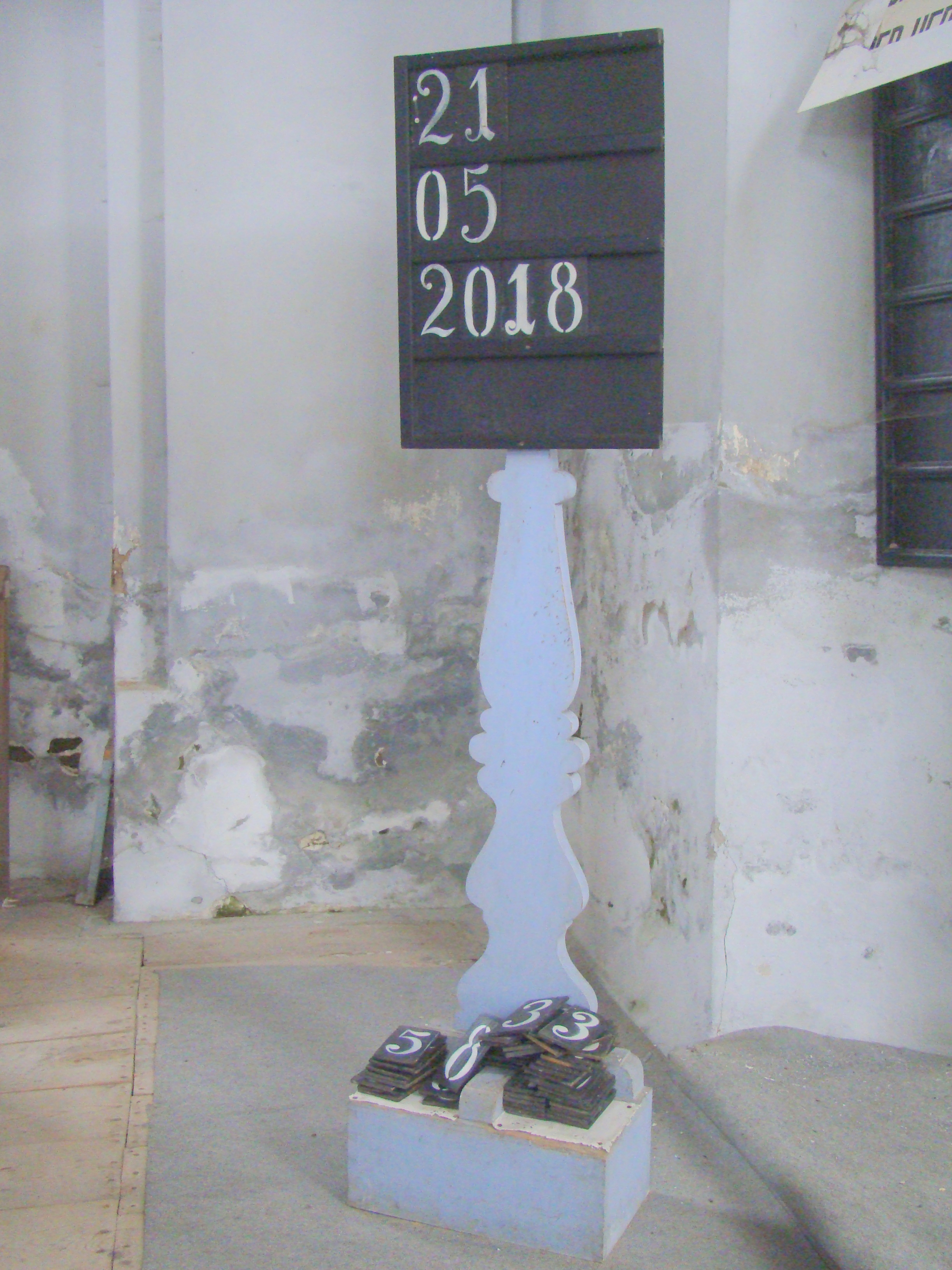
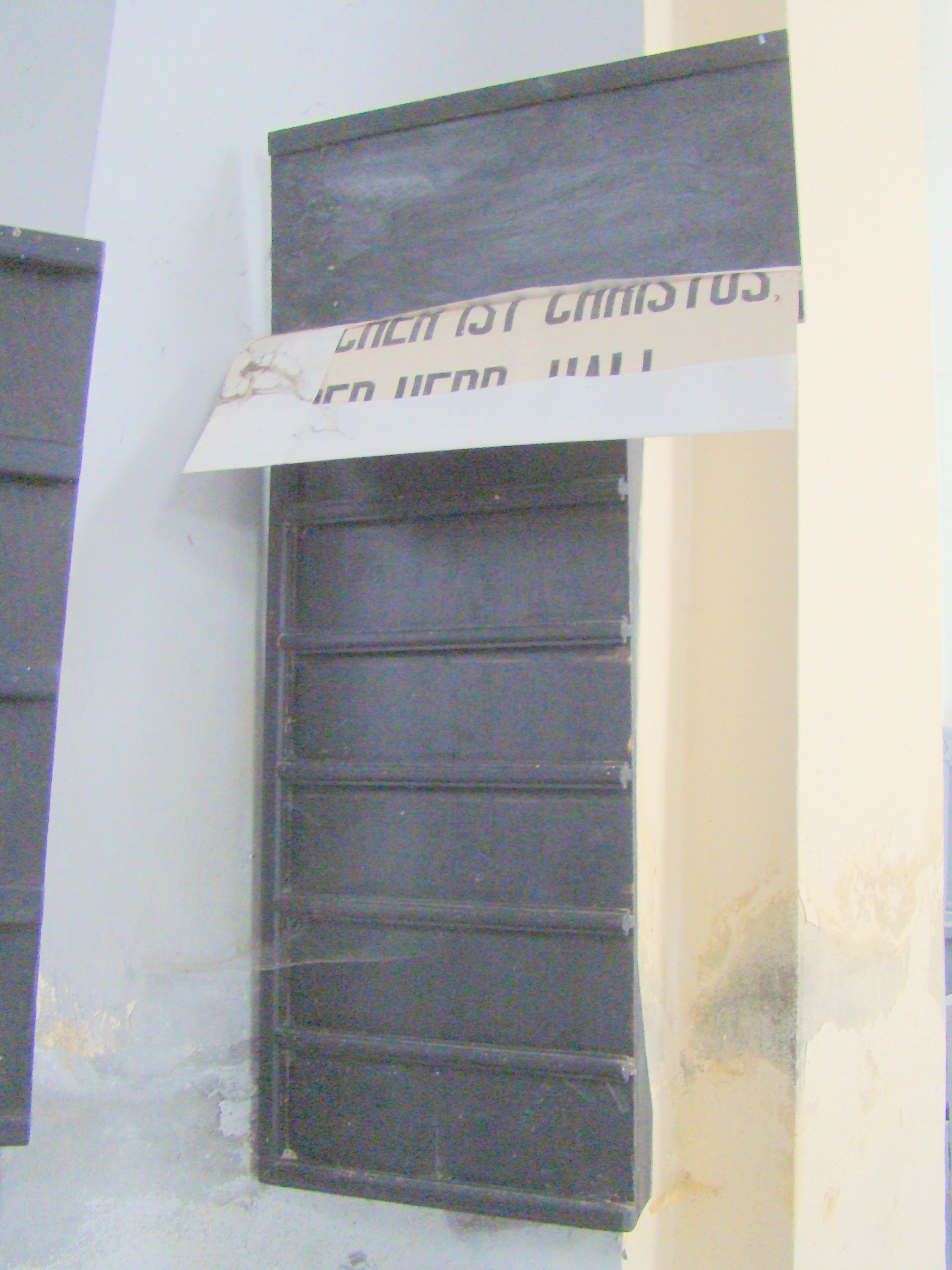
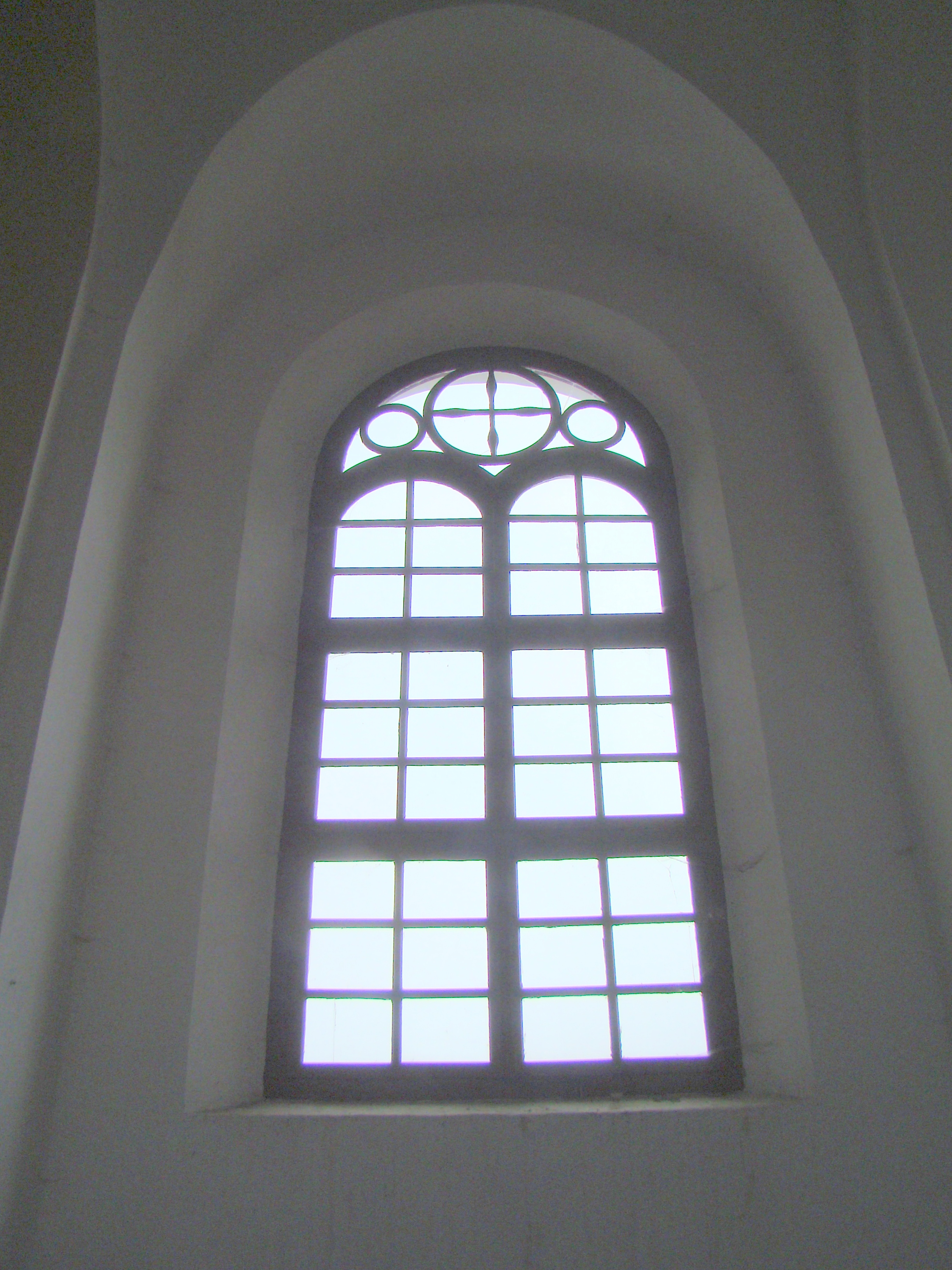
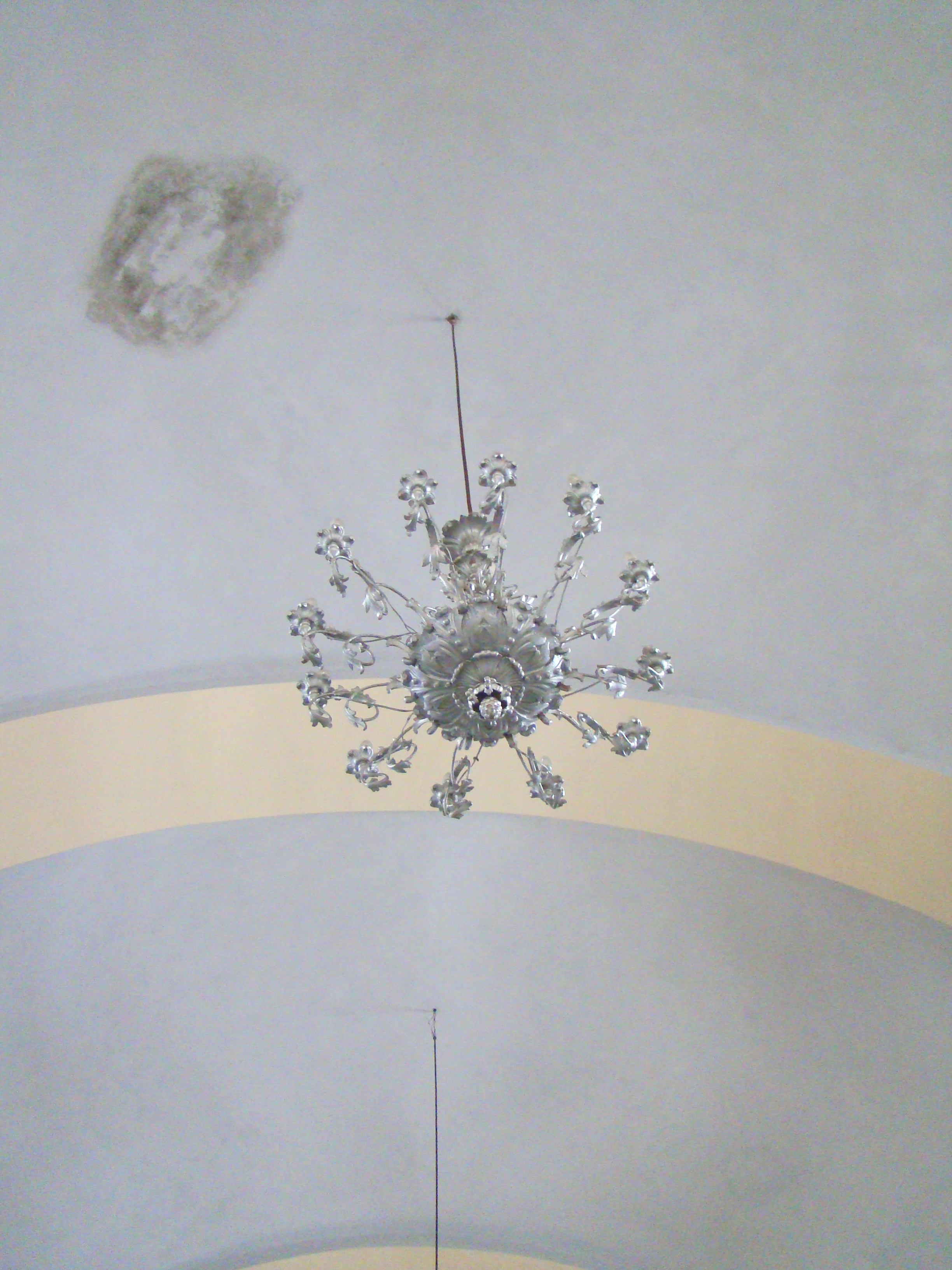
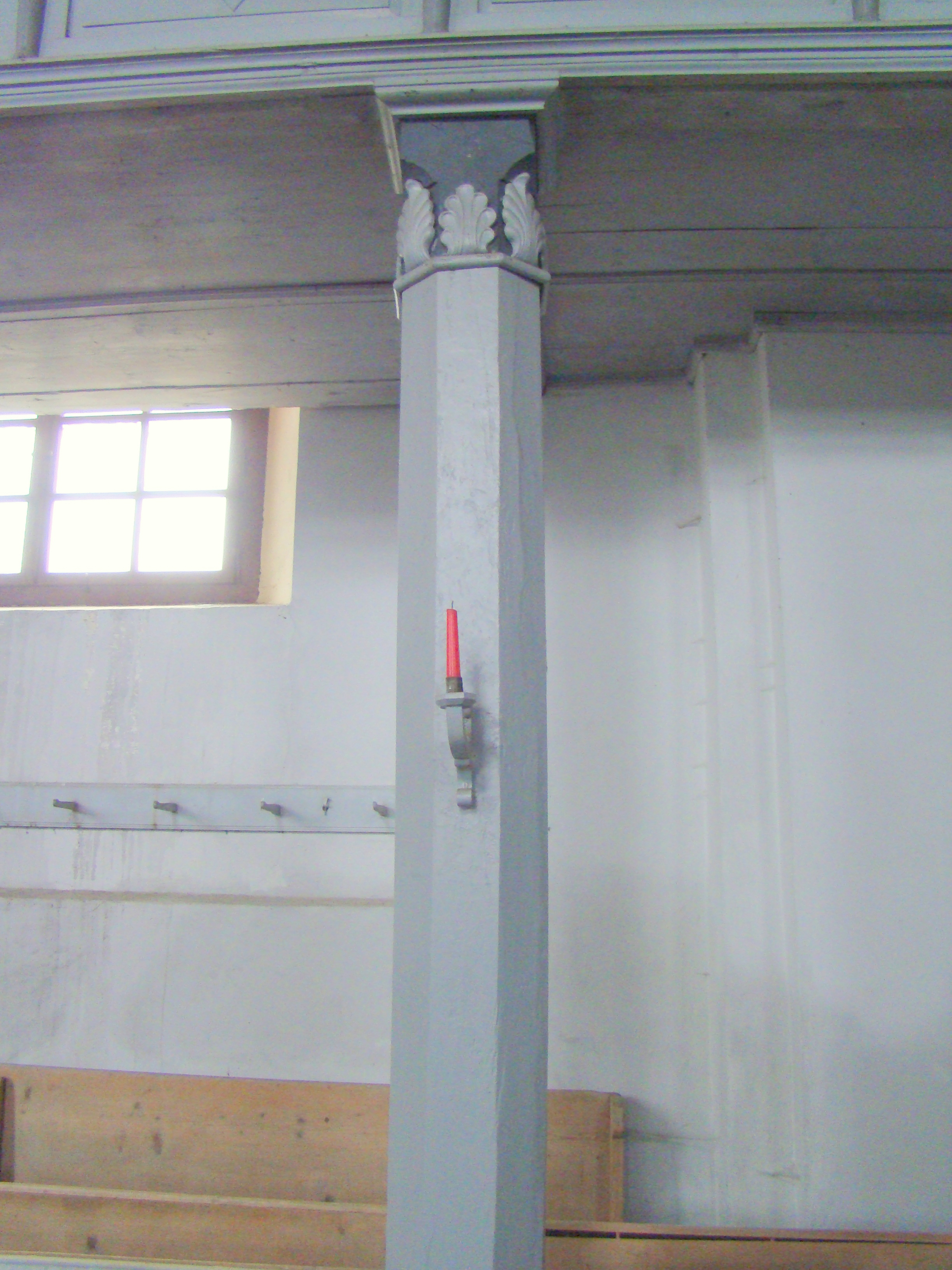
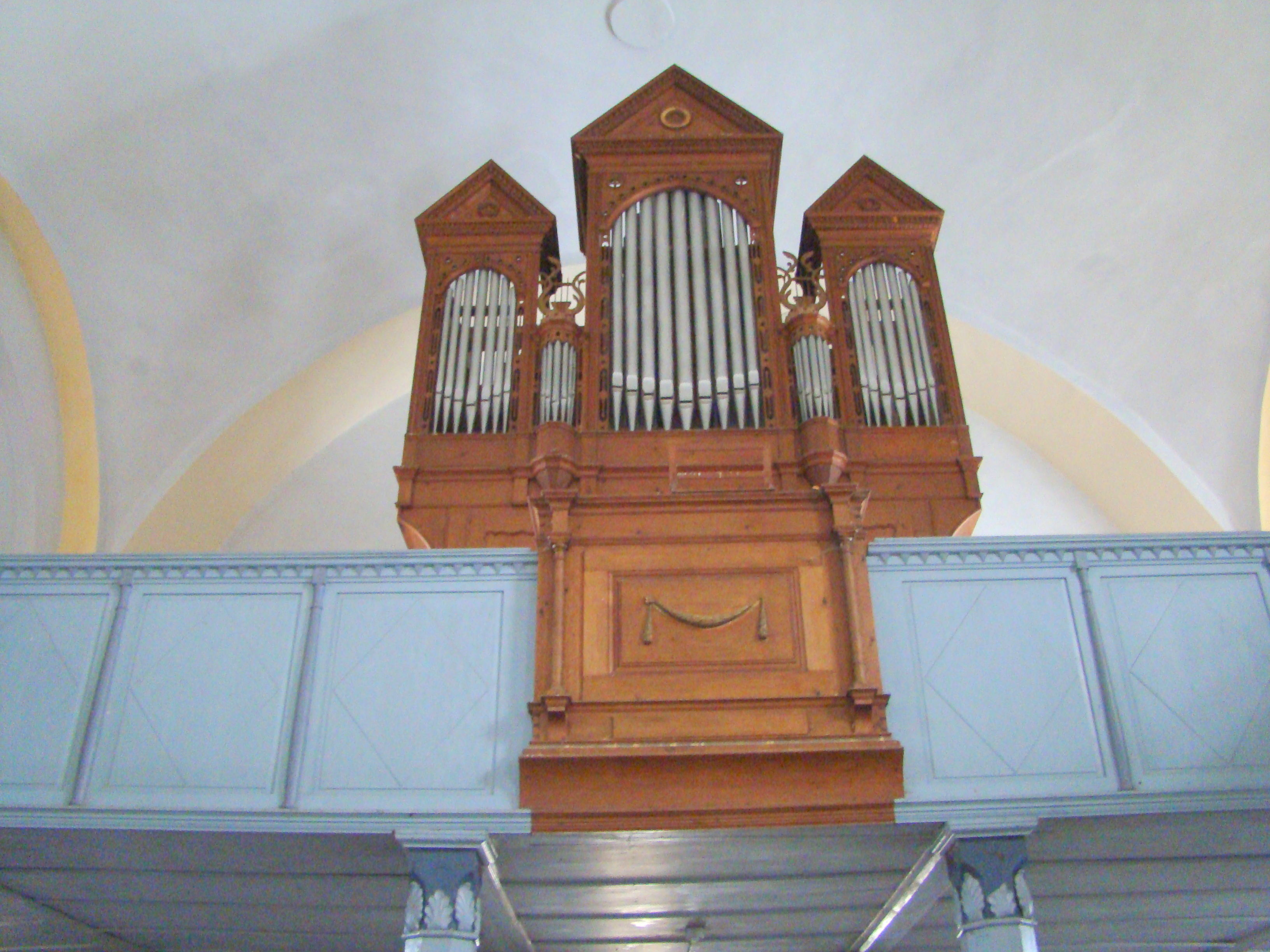
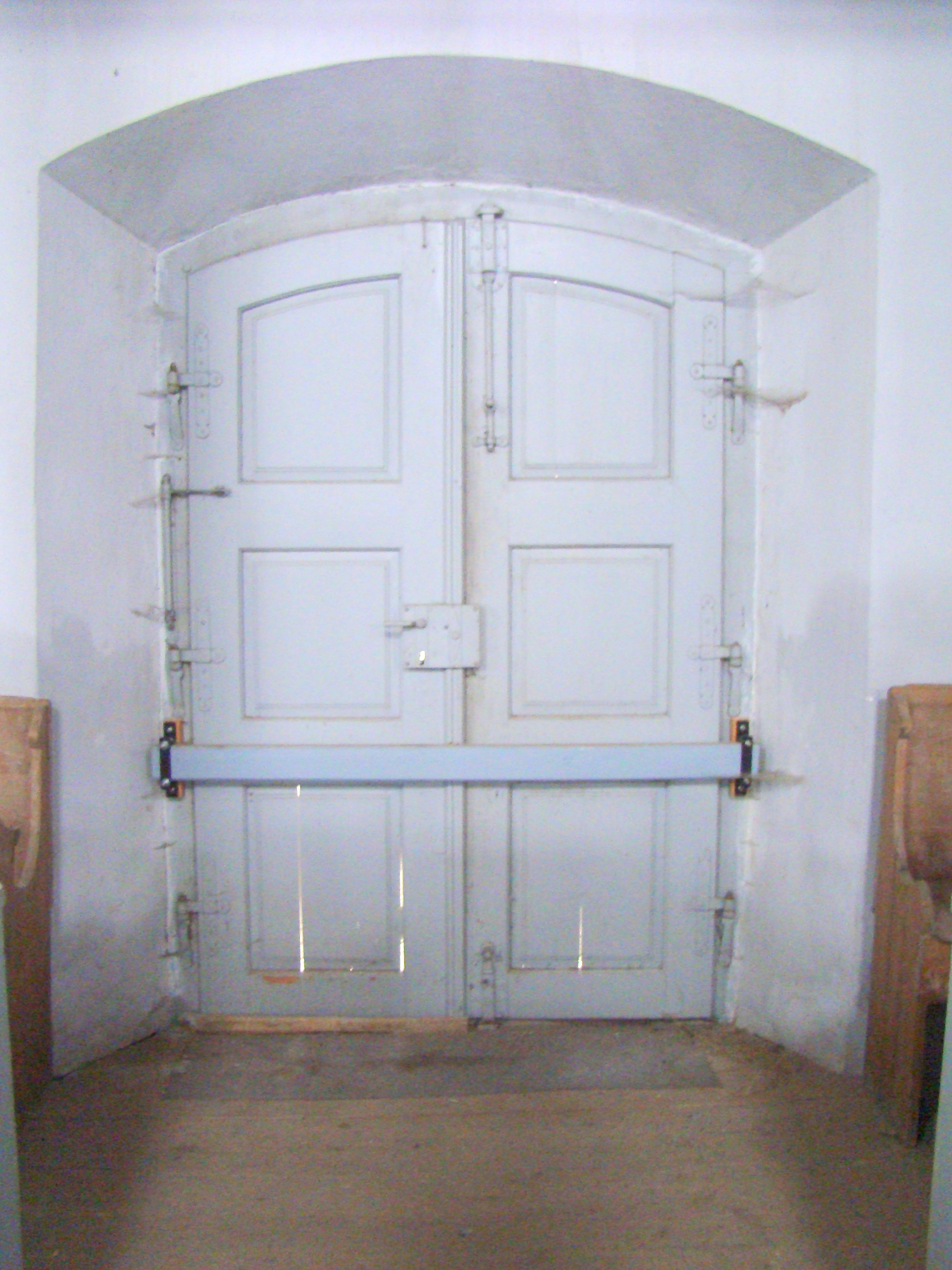
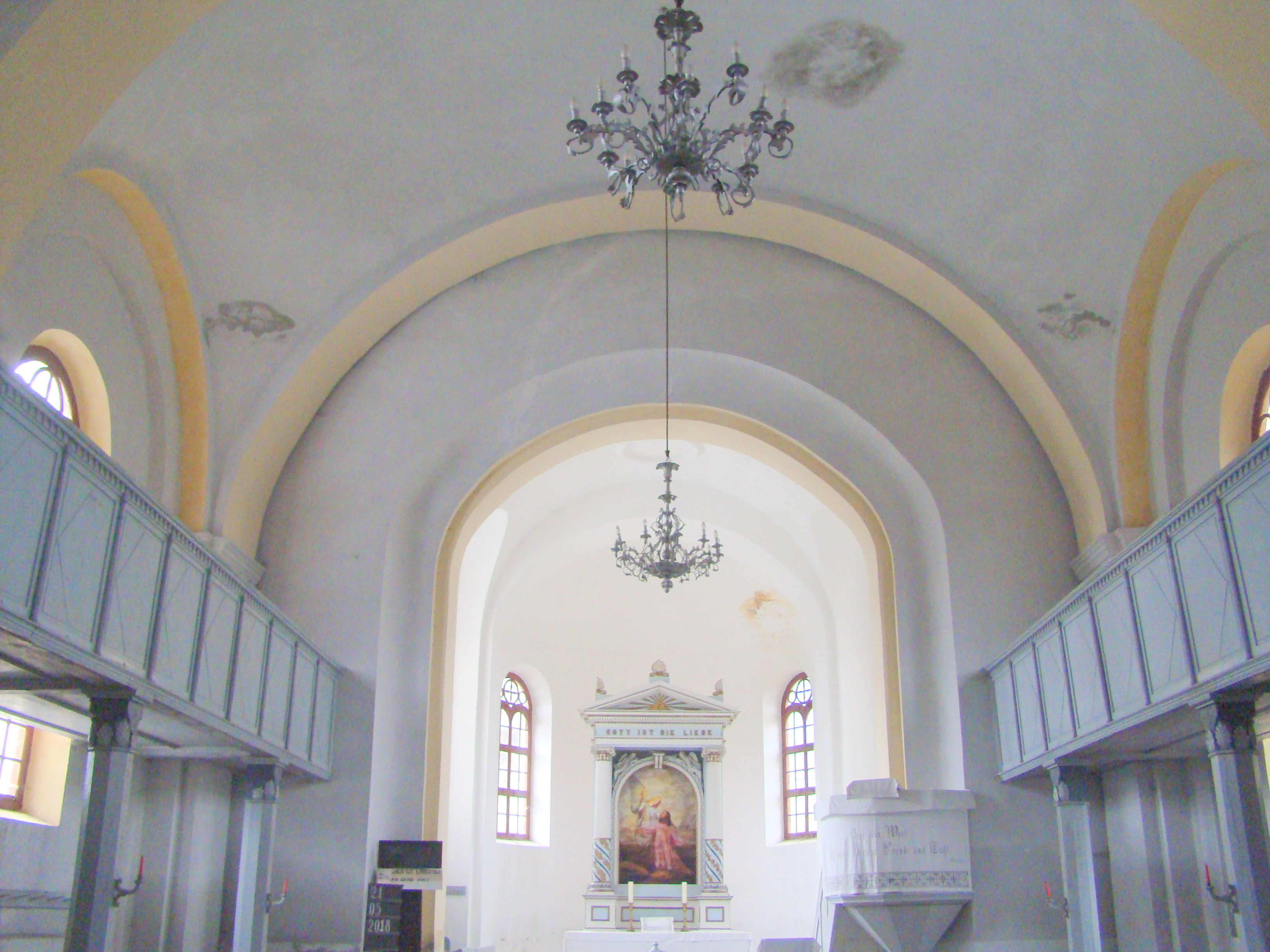
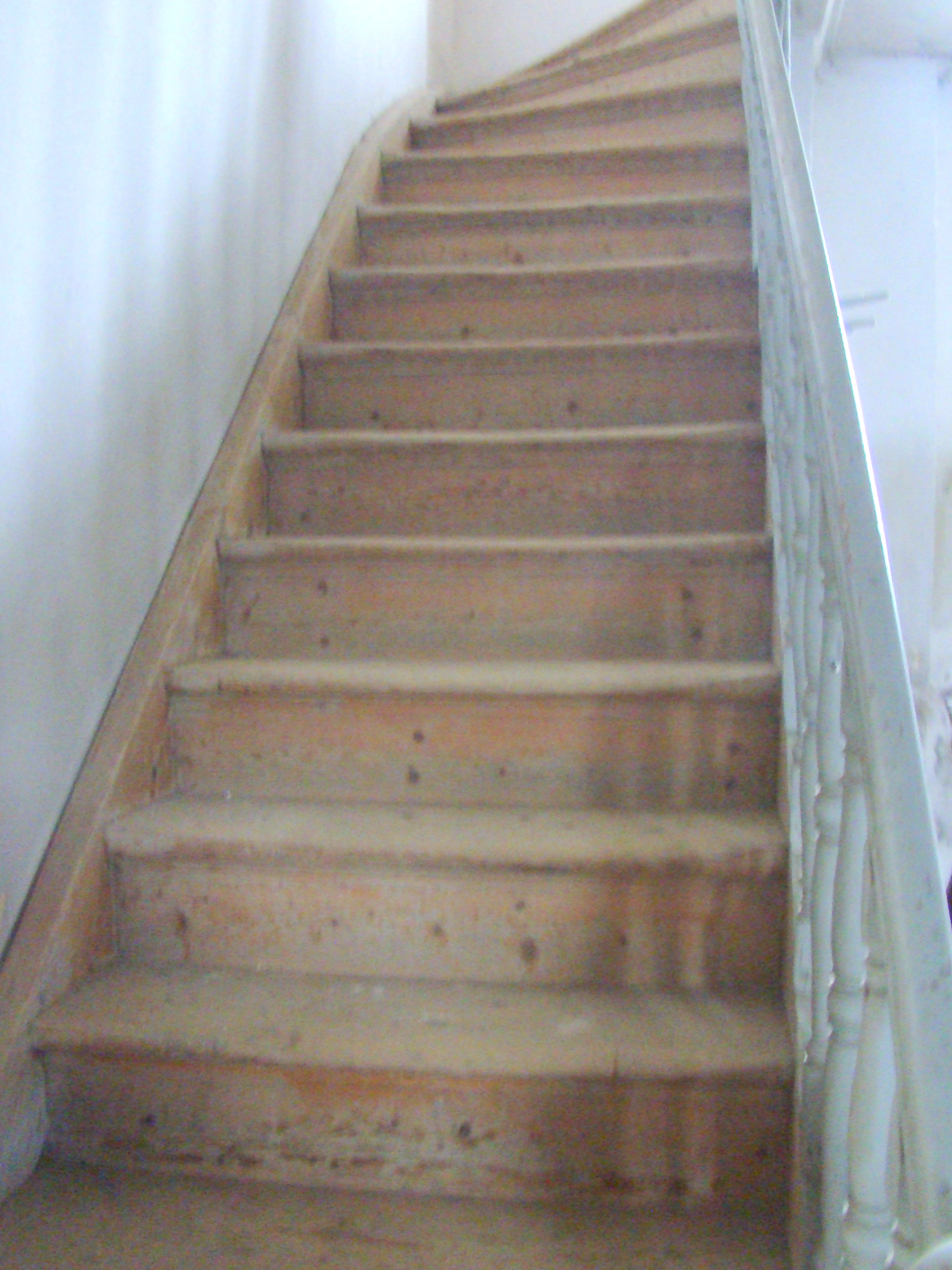
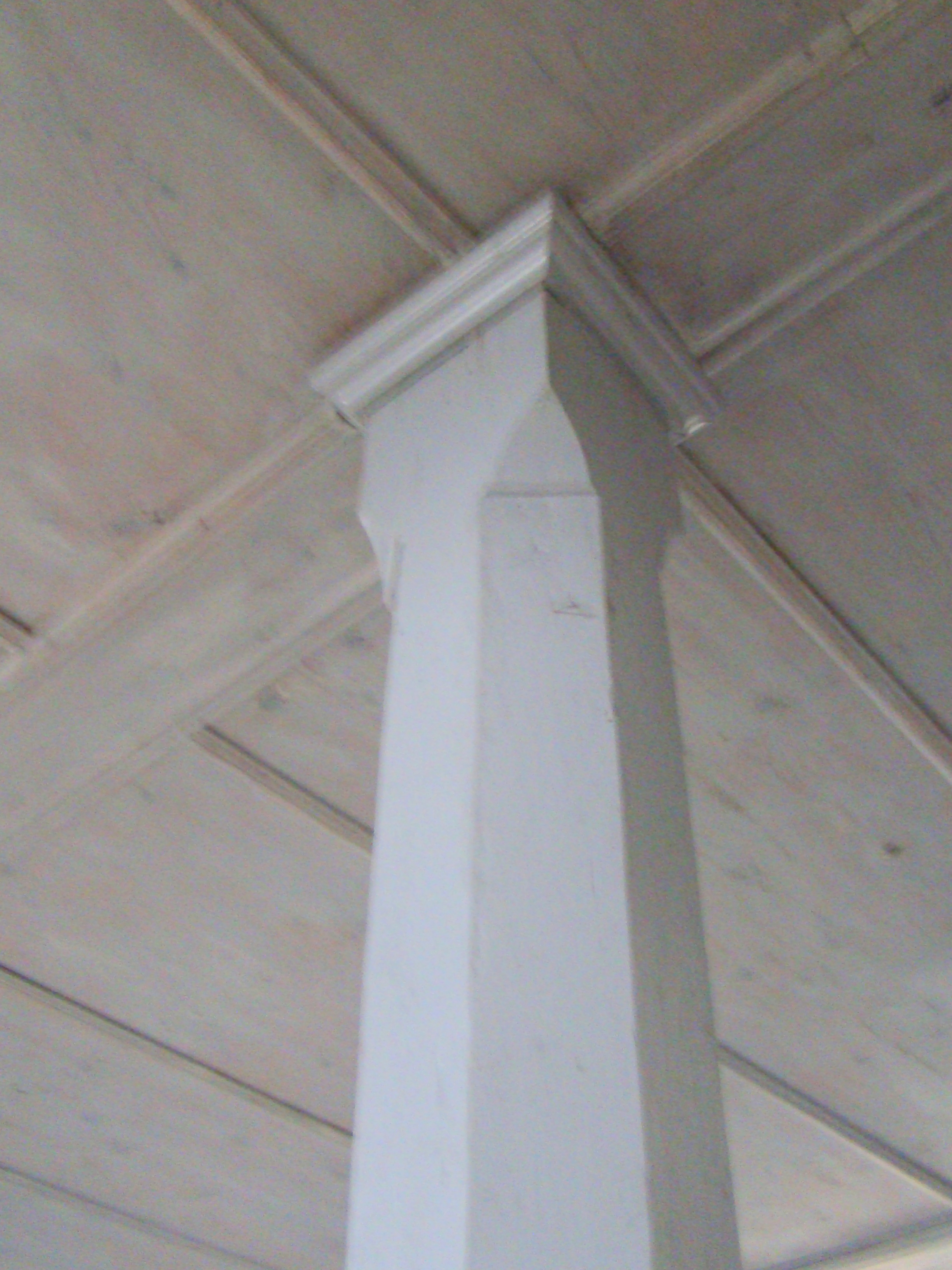
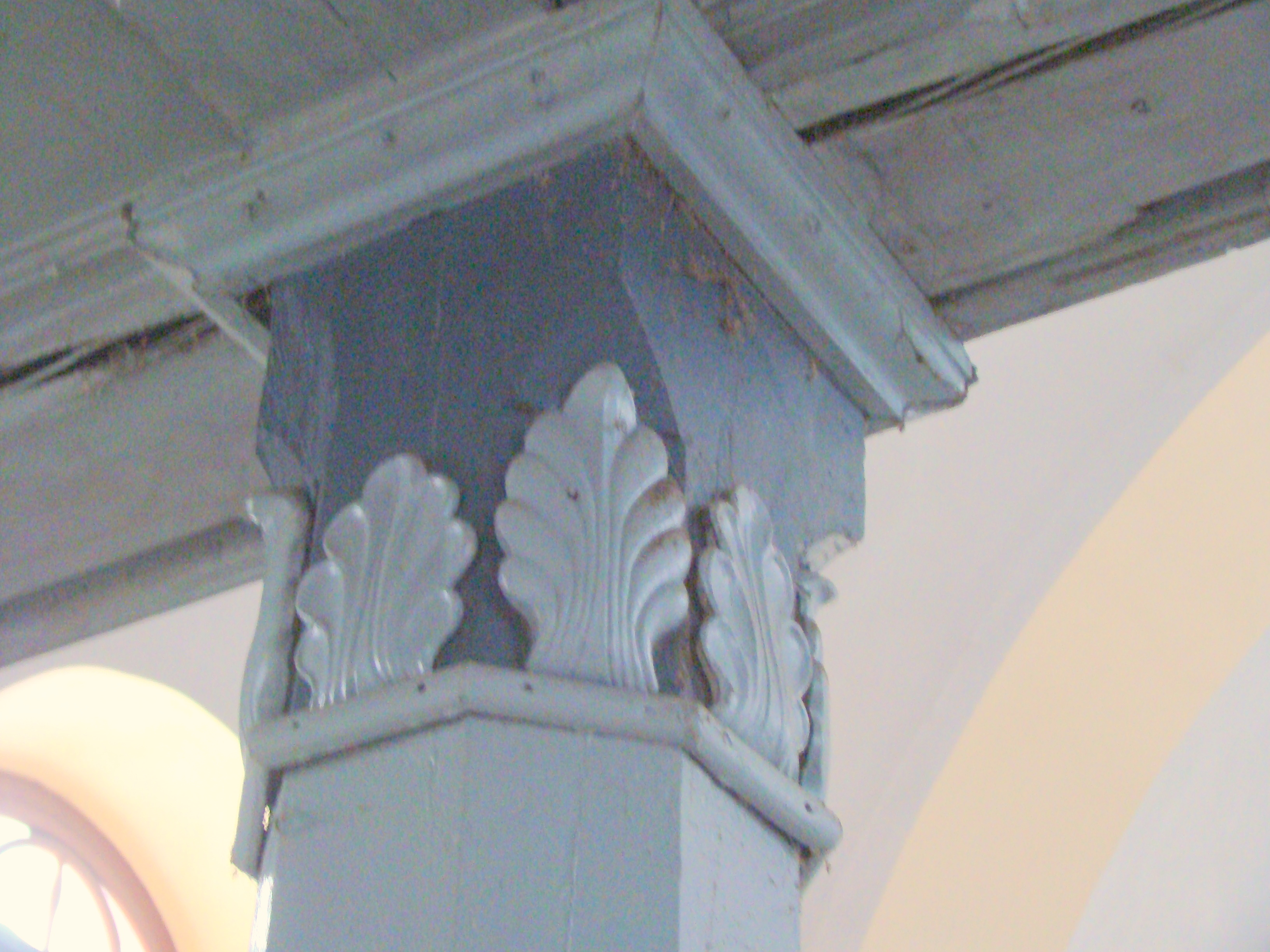
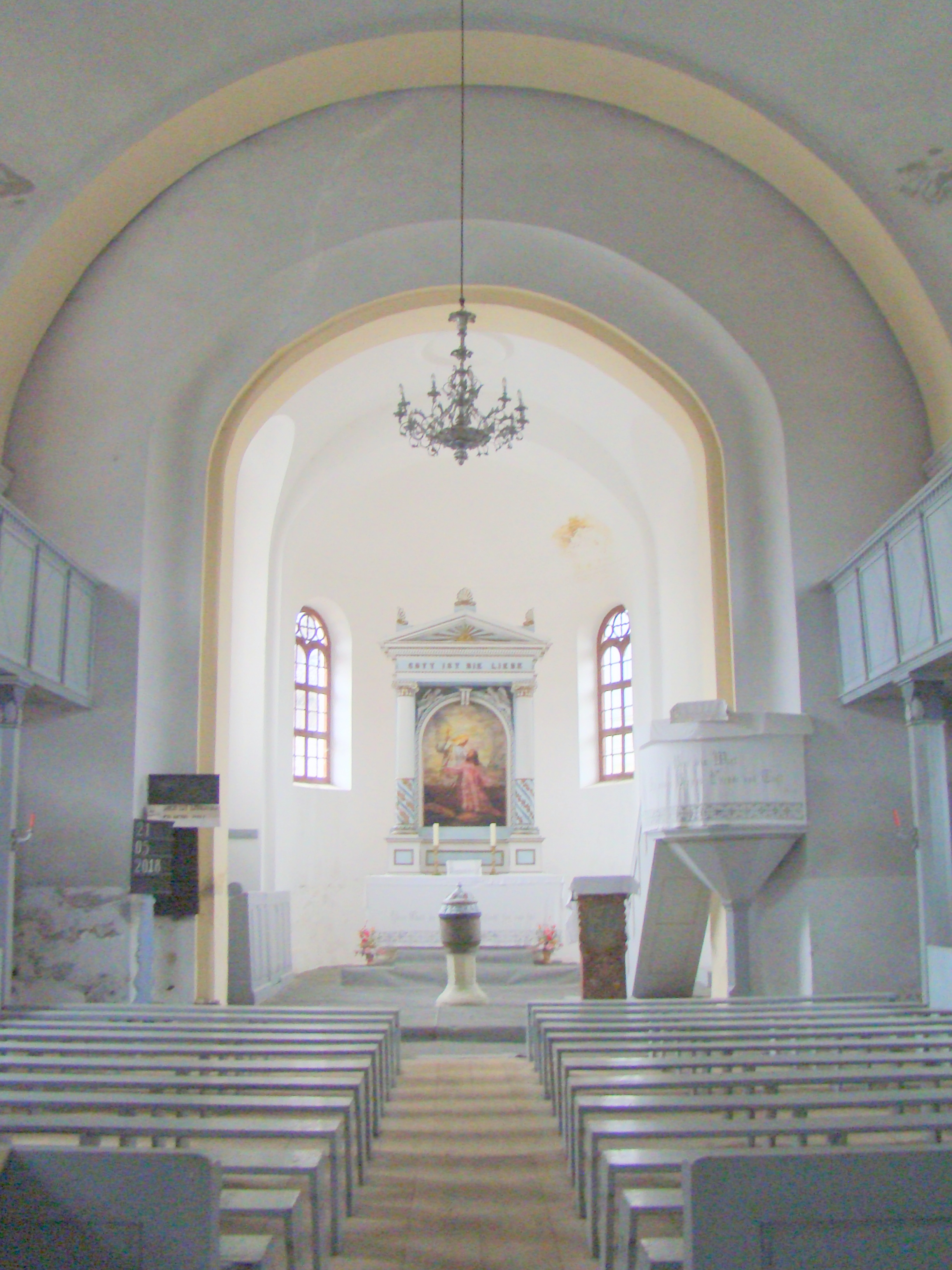
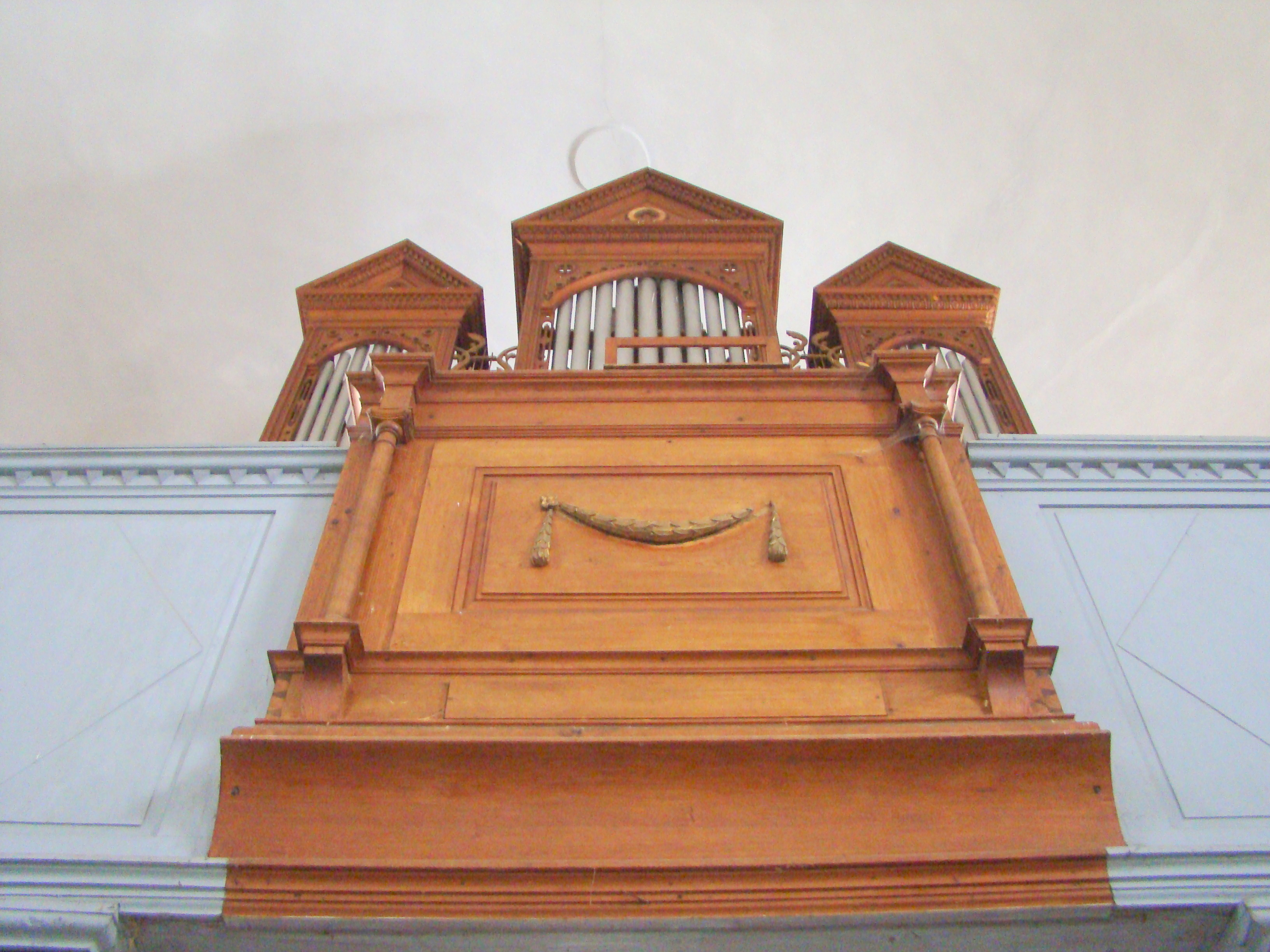
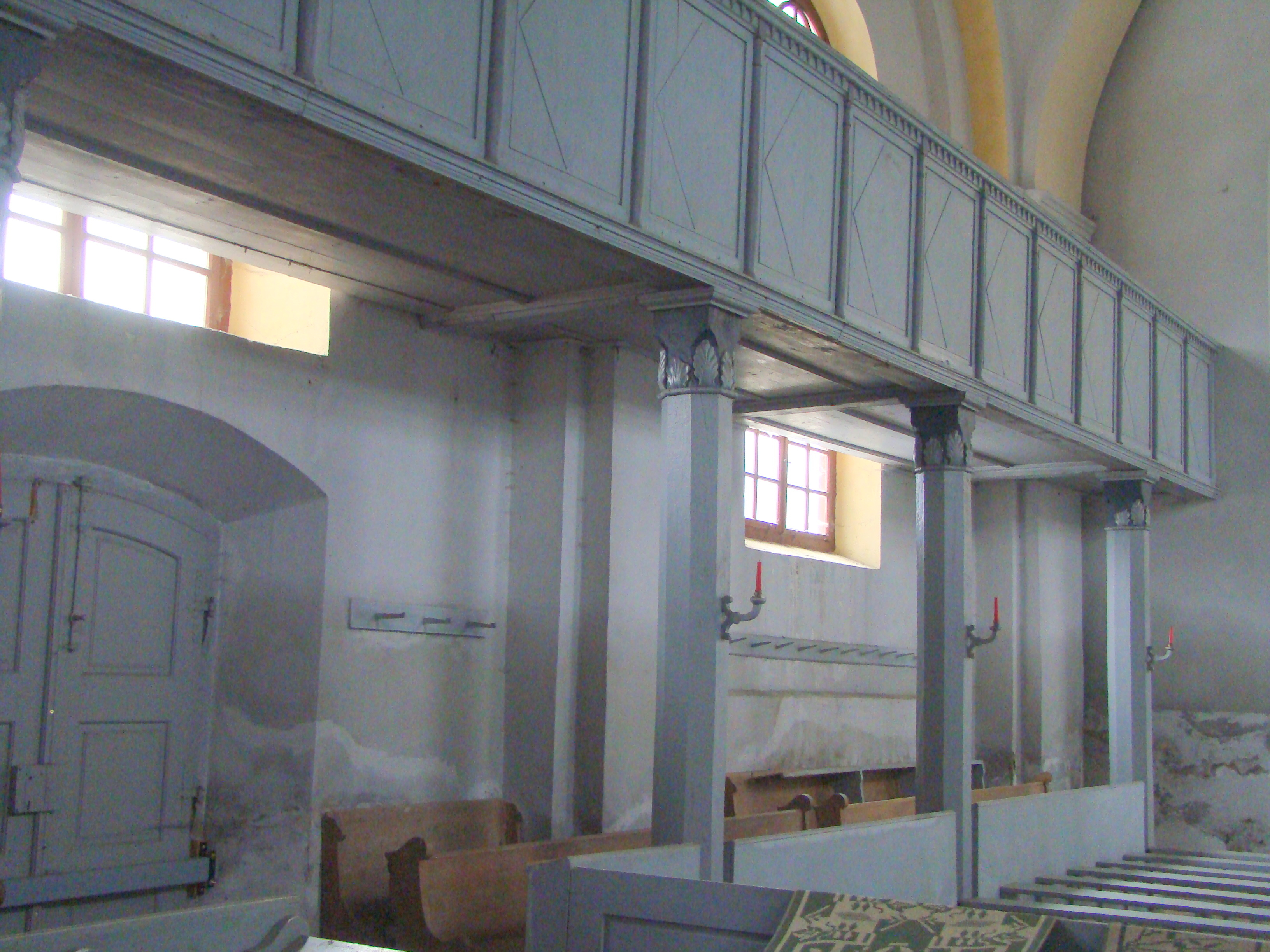
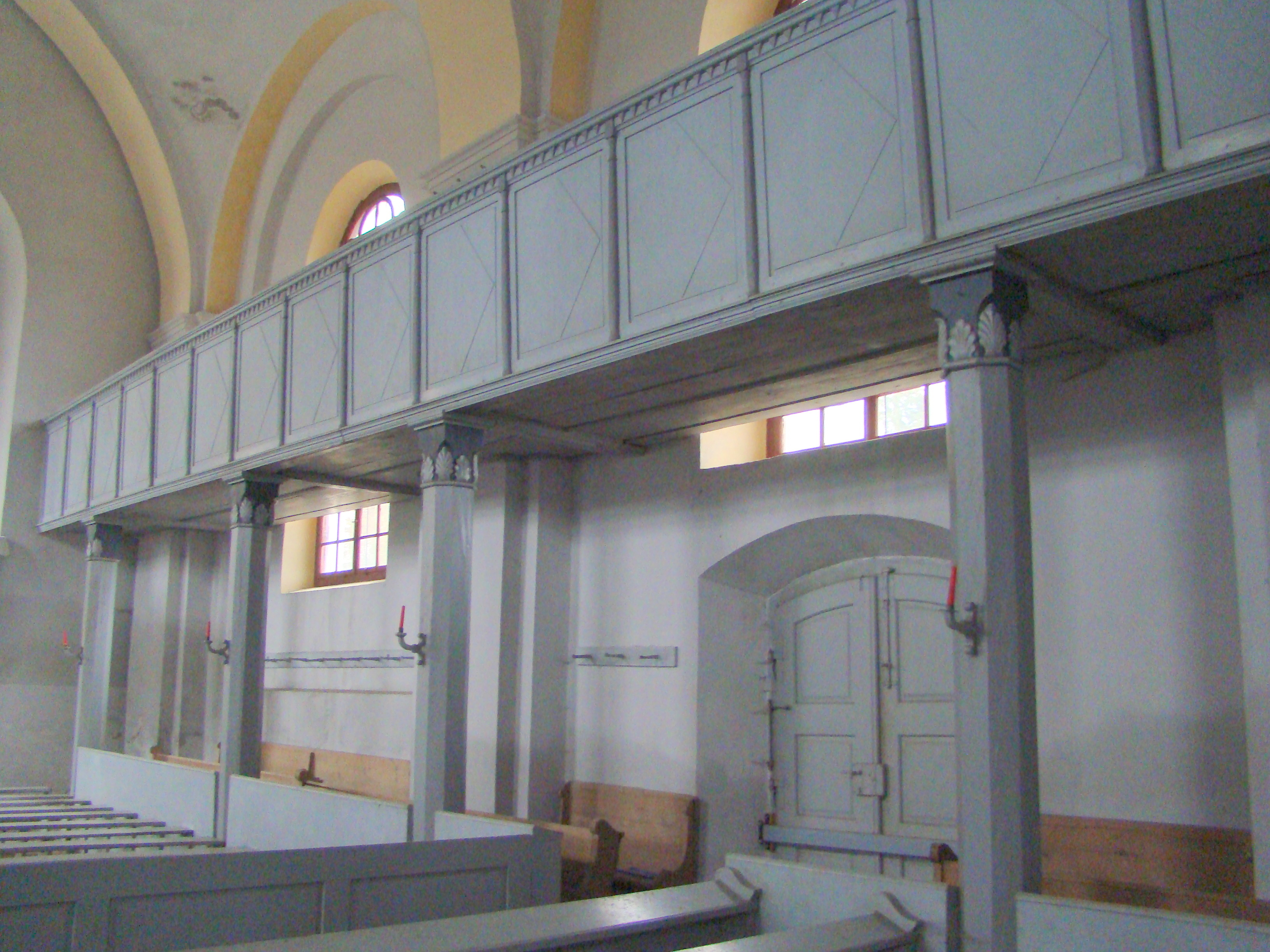
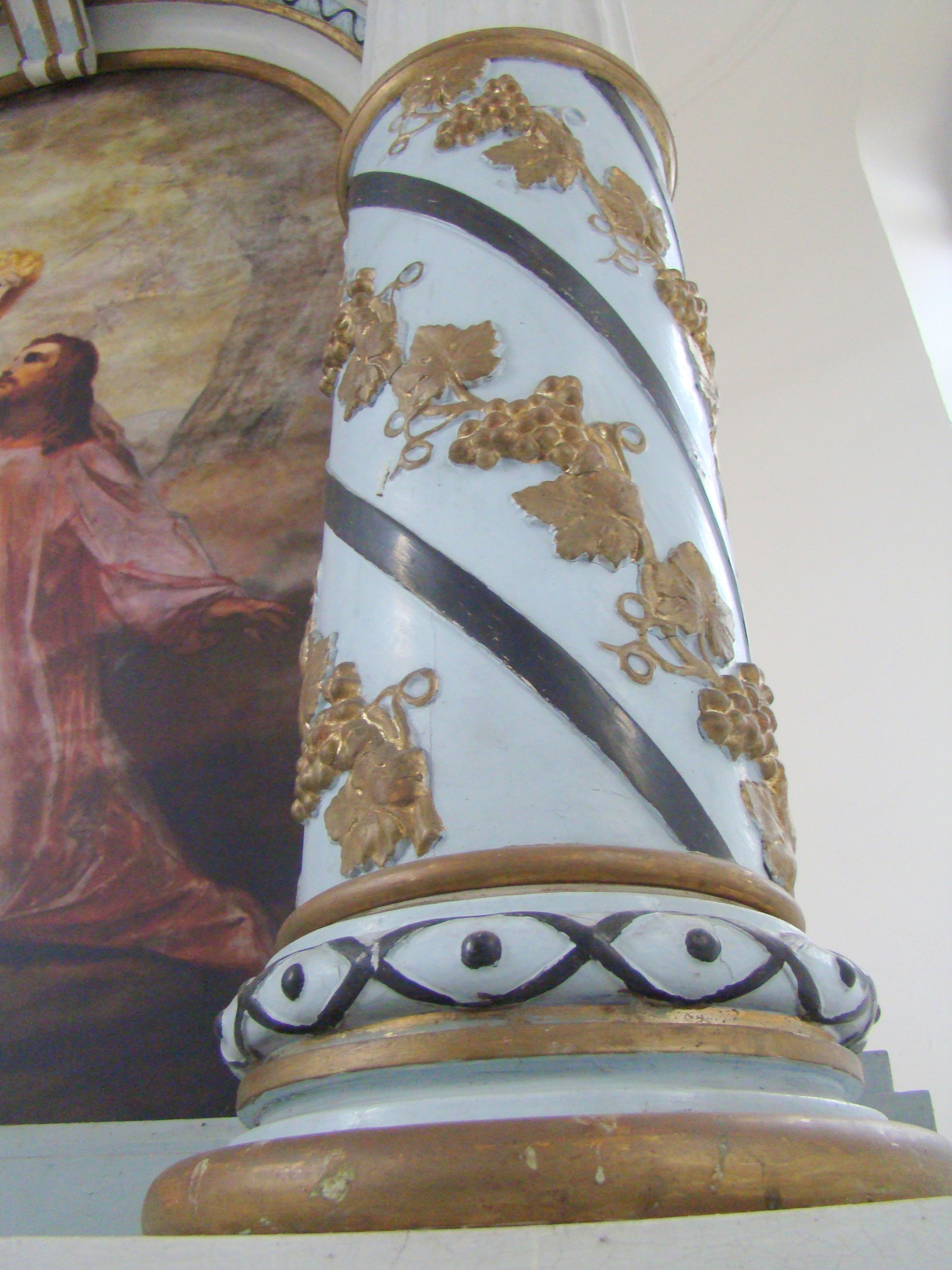
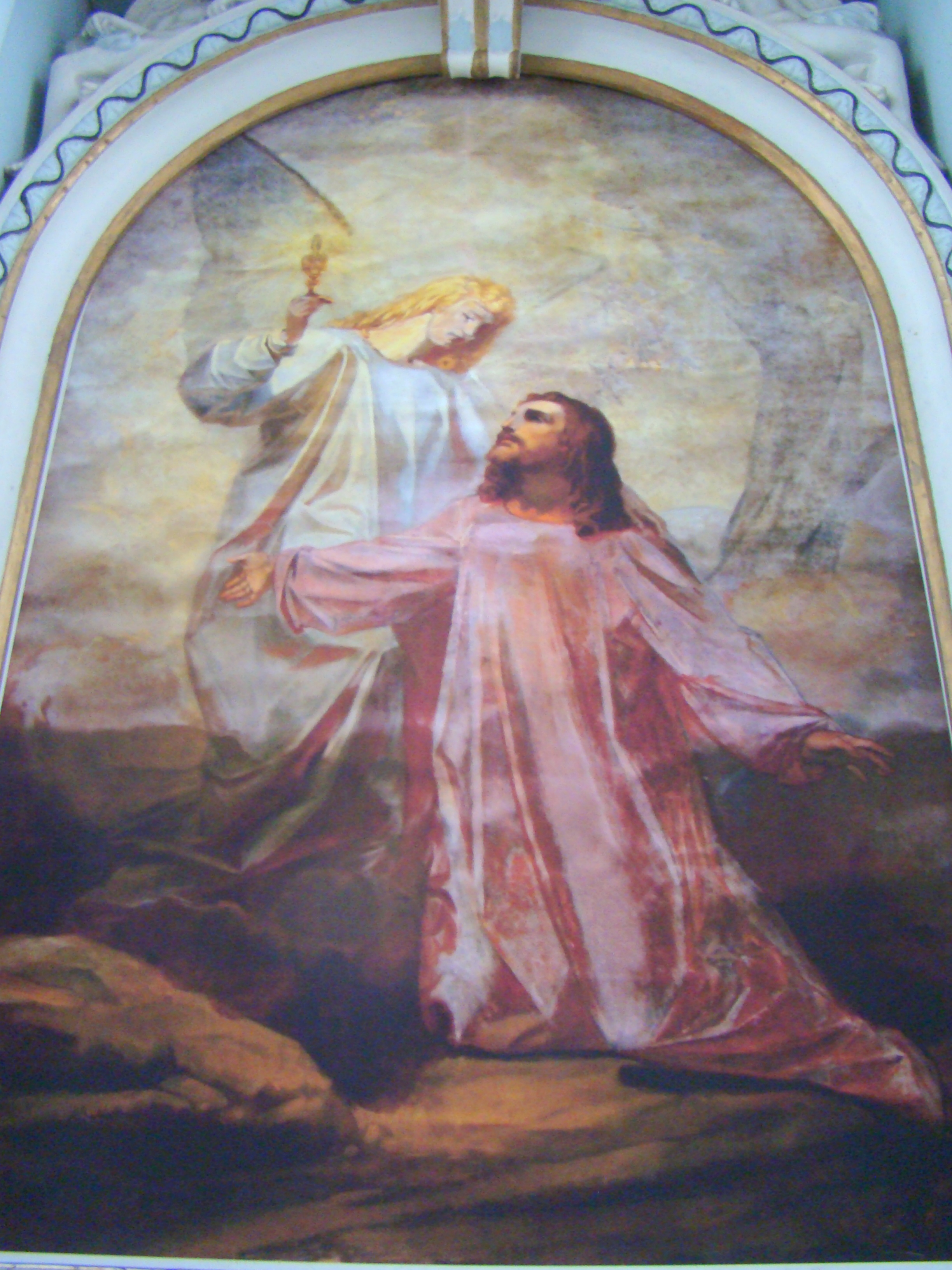
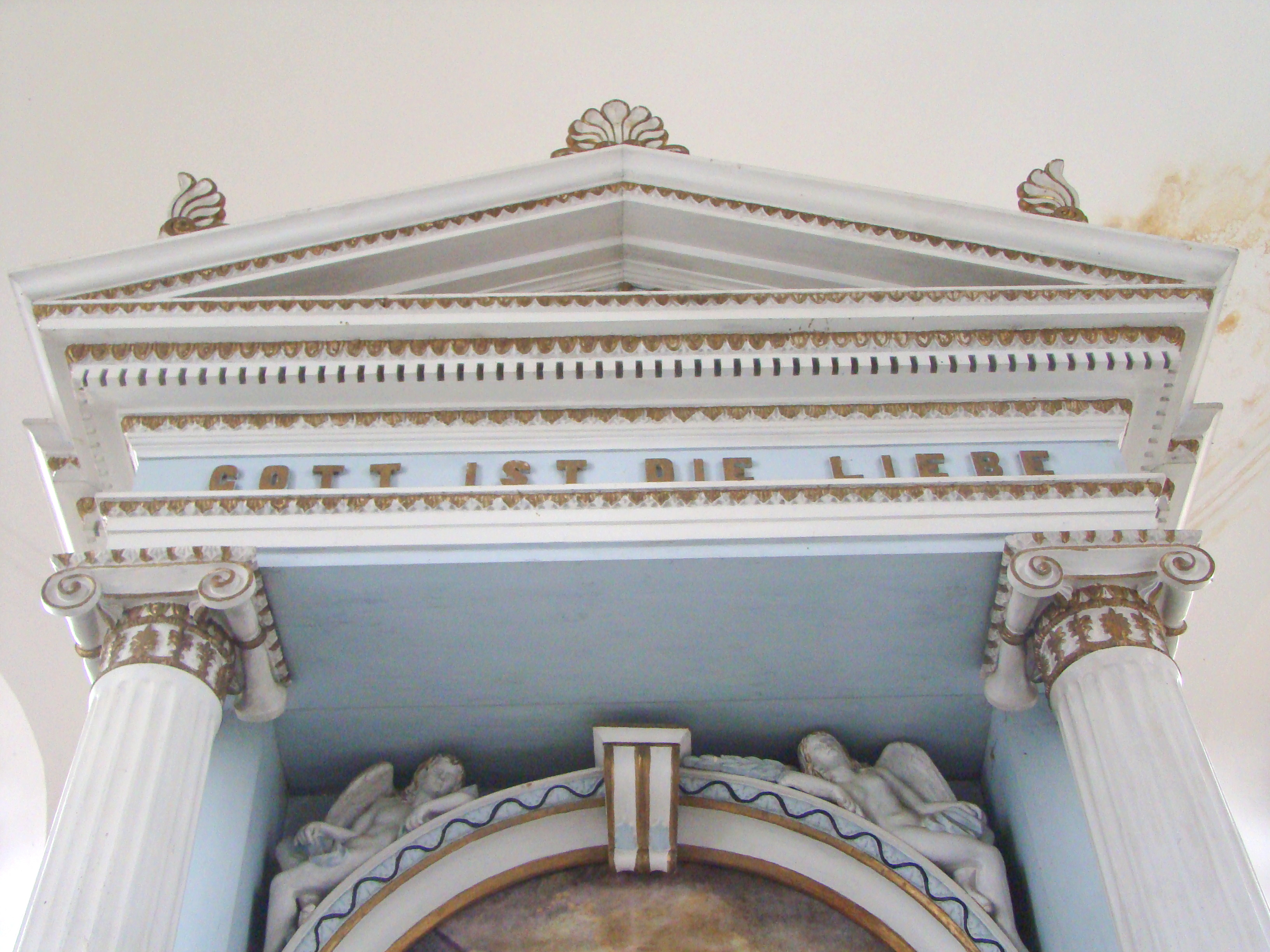
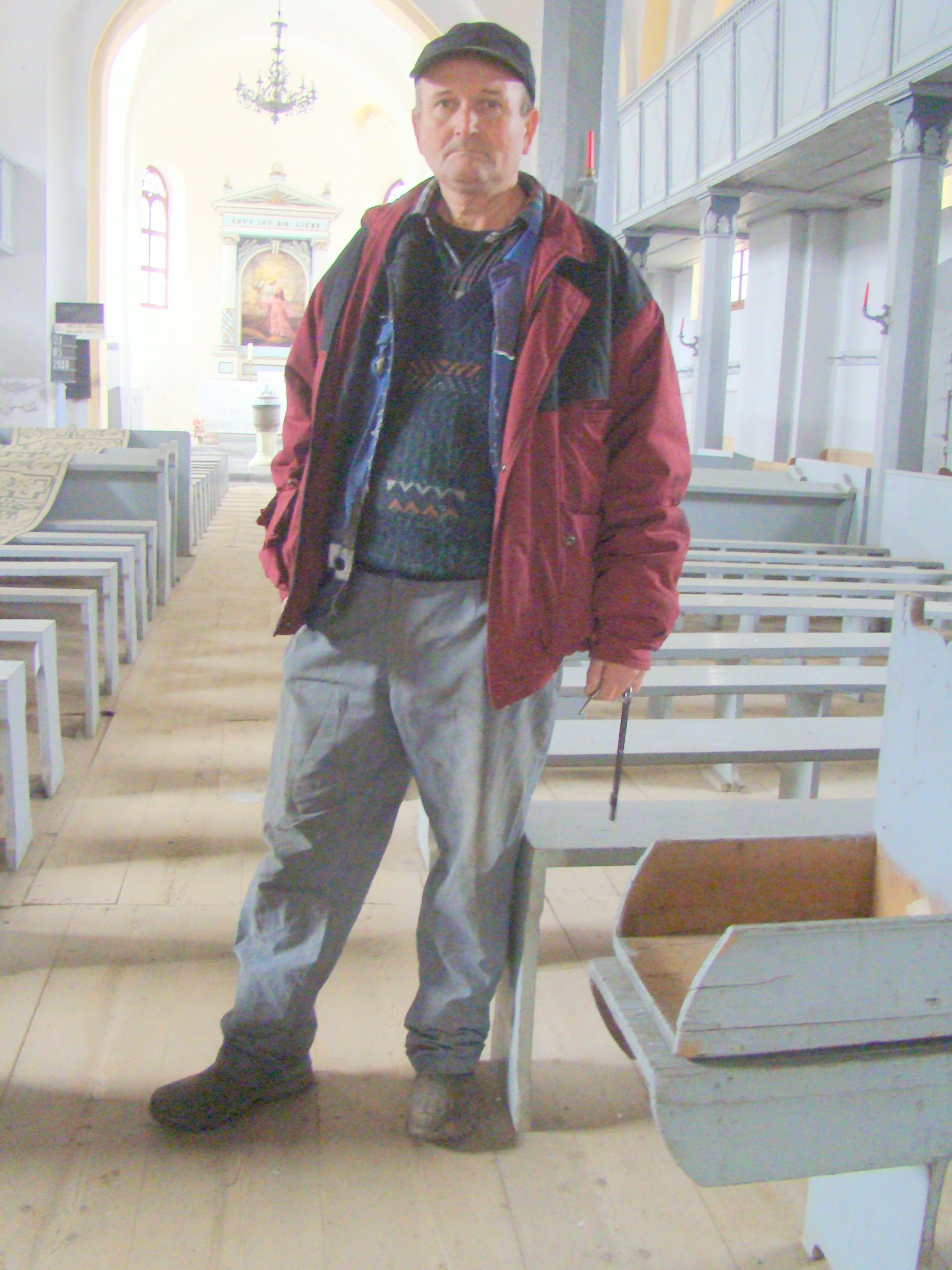
Curatorul bisericii evanghelice din Țigmandru: Simedru Ovidiu
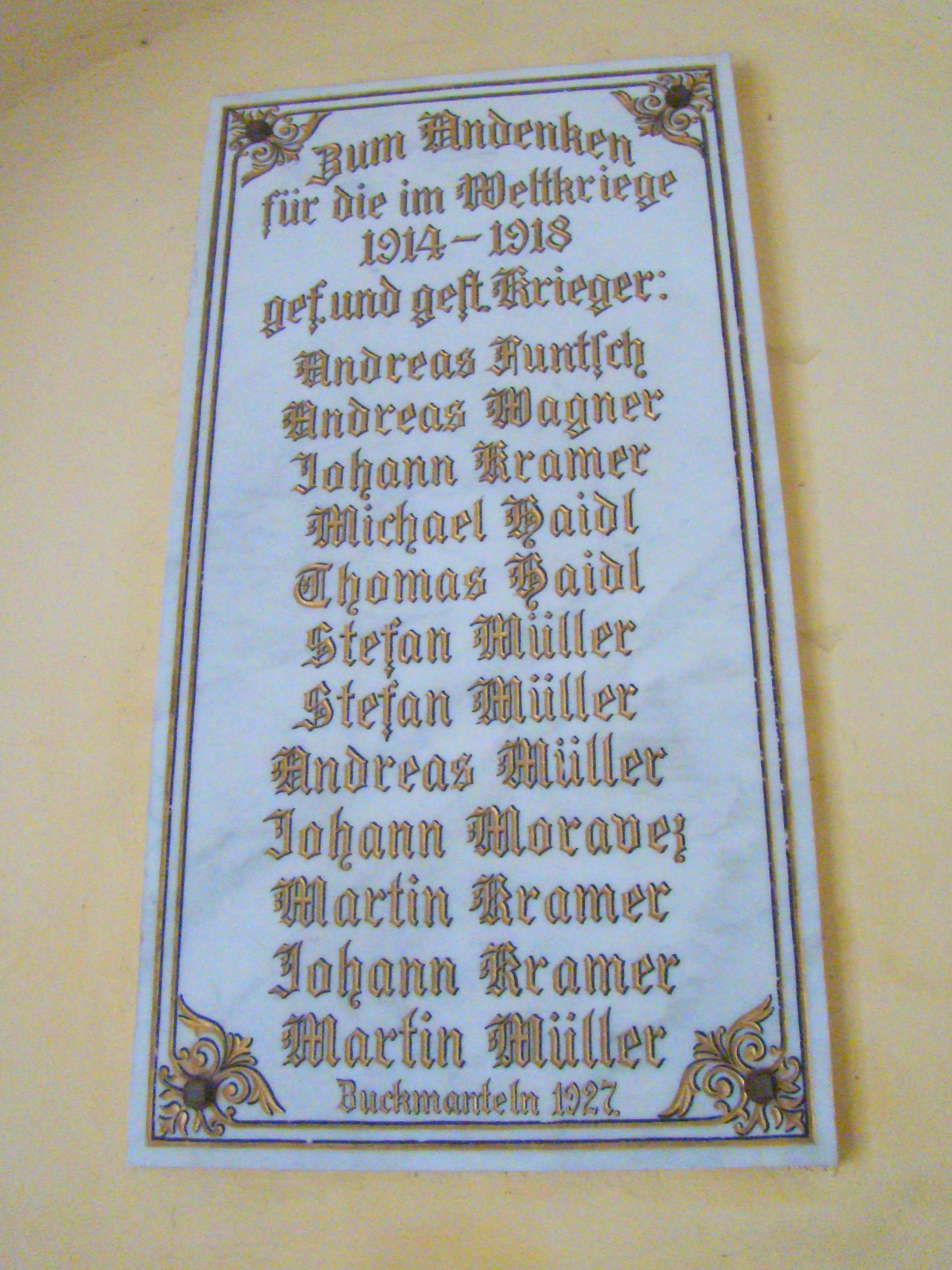
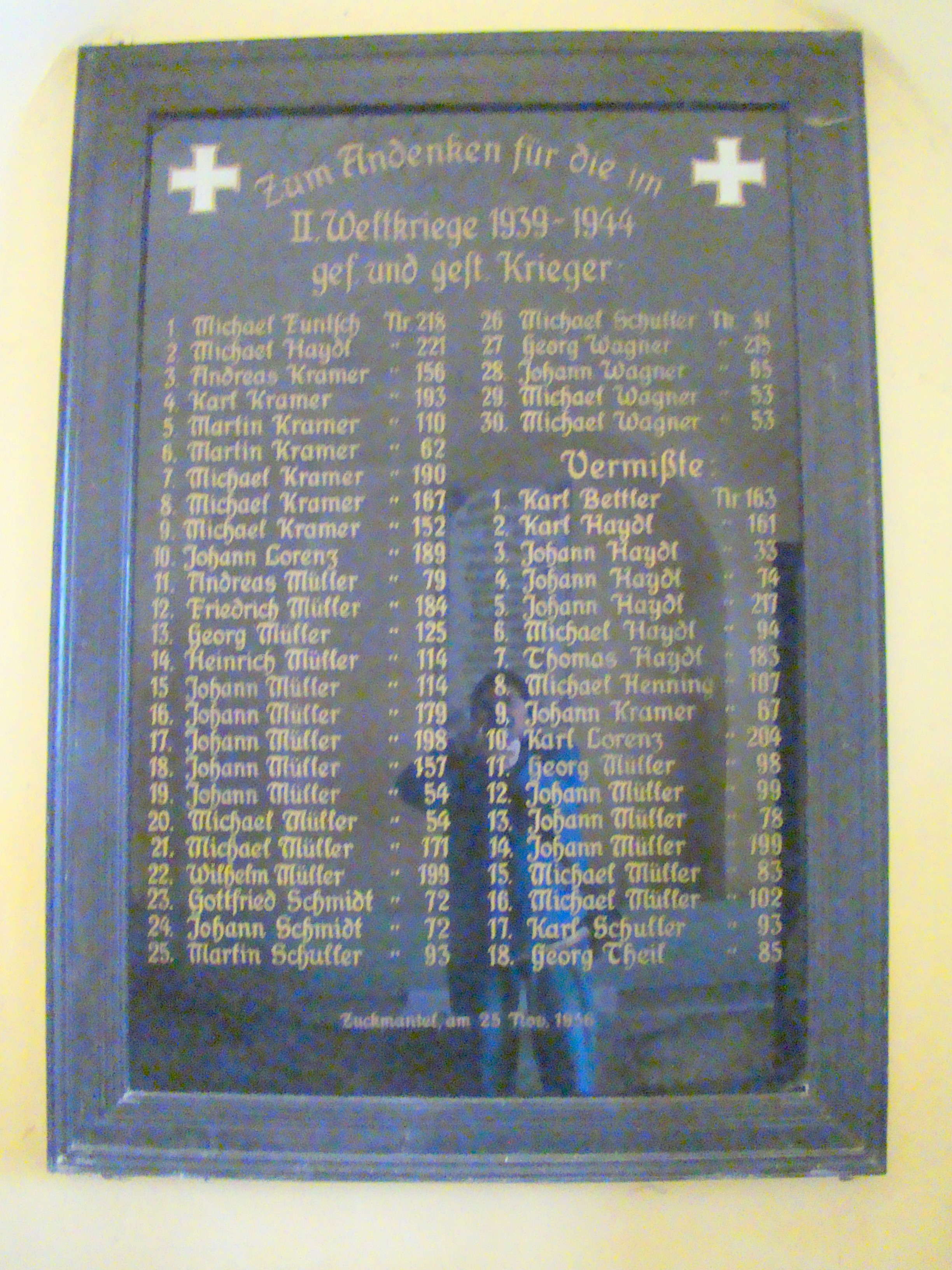
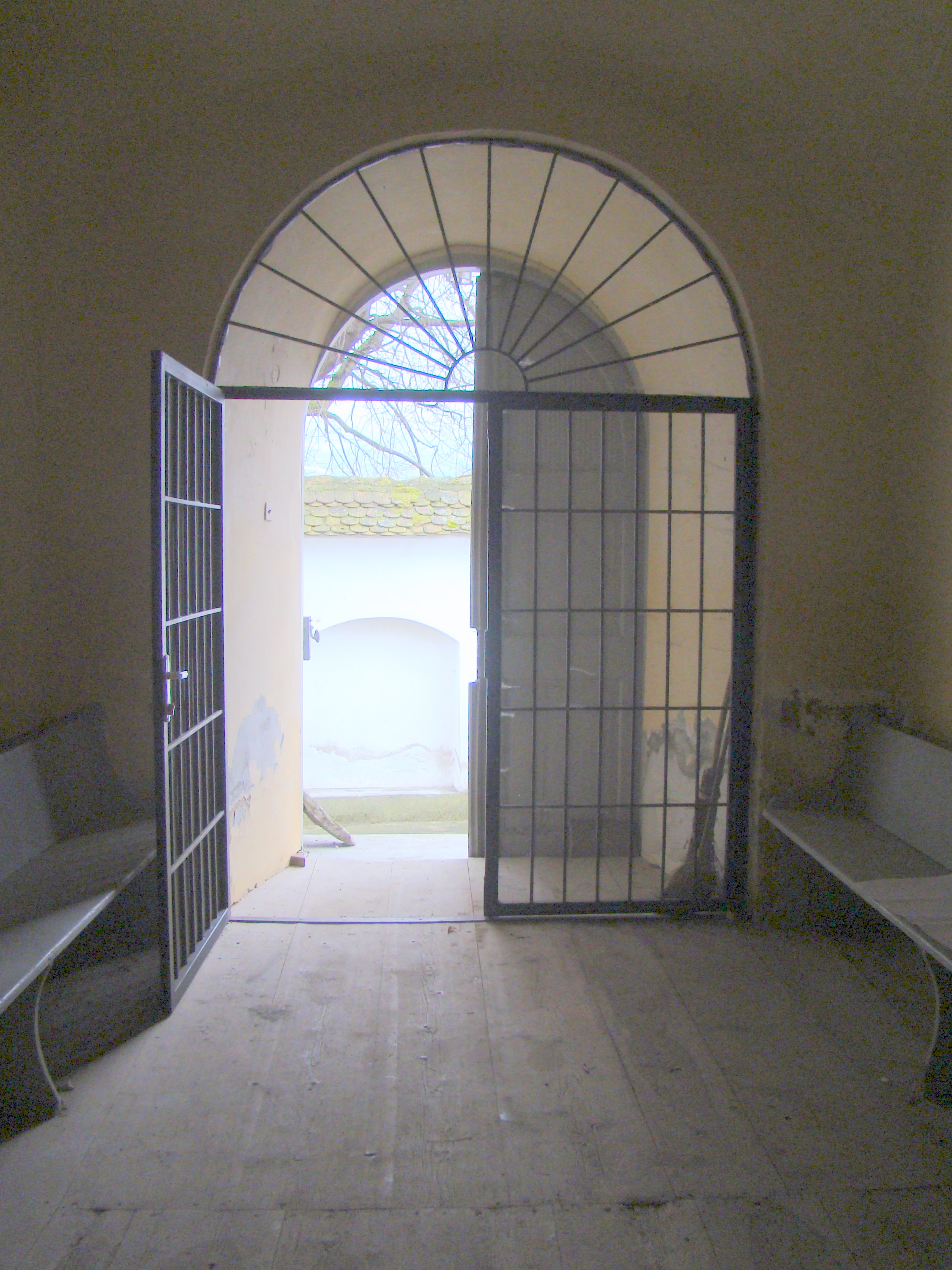